# Галерея Эсте
Галерея герцогов Эсте или Галерея Эстензе (итал. Galleria Estense) — художественная галерея в самом сердце Модены, сосредоточенная вокруг коллекции семьи д’Эсте: правителей Модены, Феррары и Реджо с 1289 по 1796 год. Расположена на верхнем этаже Палаццо деи Музеи, на площади Святого Августина, музей демонстрирует широкий спектр произведений искусства, от фресок и масляной живописи до мраморных, полихромных и терракотовых скульптур; а также музыкальные инструменты; нумизматика; антиквариат и декоративный антиквариат.
Галерея была основана в 1854 году последним герцогом Австрии-Эсте Франческо V, а в 1894 году была перемещена в её нынешнее расположение из Палаццо Дукале.
С 2014 года галерея стала частью Gallerie Estensi, независимого комплекса музеев, объединяющего библиотеку Университета Эстенсе и Лапидарный музей в Модене, Палаццо Дукале в Сассуоло и Национальную пинакотеку в Ферраре. Вместе они отражают прогрессивные вкусы итальянского дворянства.

## Описание
Галерея Эстензе состоит из шестнадцати выставочных залов с четырьмя тематически организованными большими салонами. В коллекции представлен эклектичный ряд произведений, выполненных как известными, так и местными художниками. Хотя по большей части она сосредоточена вокруг итальянских художников, но также включает в себя скромное количество фламандских, немецких и французских произведений искусства (работы ван Эйка, Альберта Баутса, Шарля Лебрена), а также незападные образцы из Сьерра-Леоне и Персии.
Среди примечательных предметов декора выделяется маньеристская «Арфа Эсте» (ит.). Редкий музыкальный инструмент, двойная арфа длиной 148 см, была полностью изготовлена вручную в результате сотрудничества пяти феррарских и фламандских художников: Джакометти, Марескотти, Бастароло, Росселли и Ламберти. Поэтому неудивительно, что она была изображена на итальянских банкнотах в 1000 лир рядом с Верди с 1961 по 1981 год. В галерее также находятся «Мадонна с младенцем» и «Теламон» моденского скульптора Вилигельмо, коралловый вертеп XVIII века и натюрморт, вырезанный из дерева, посвящённый восхождению Якова II.

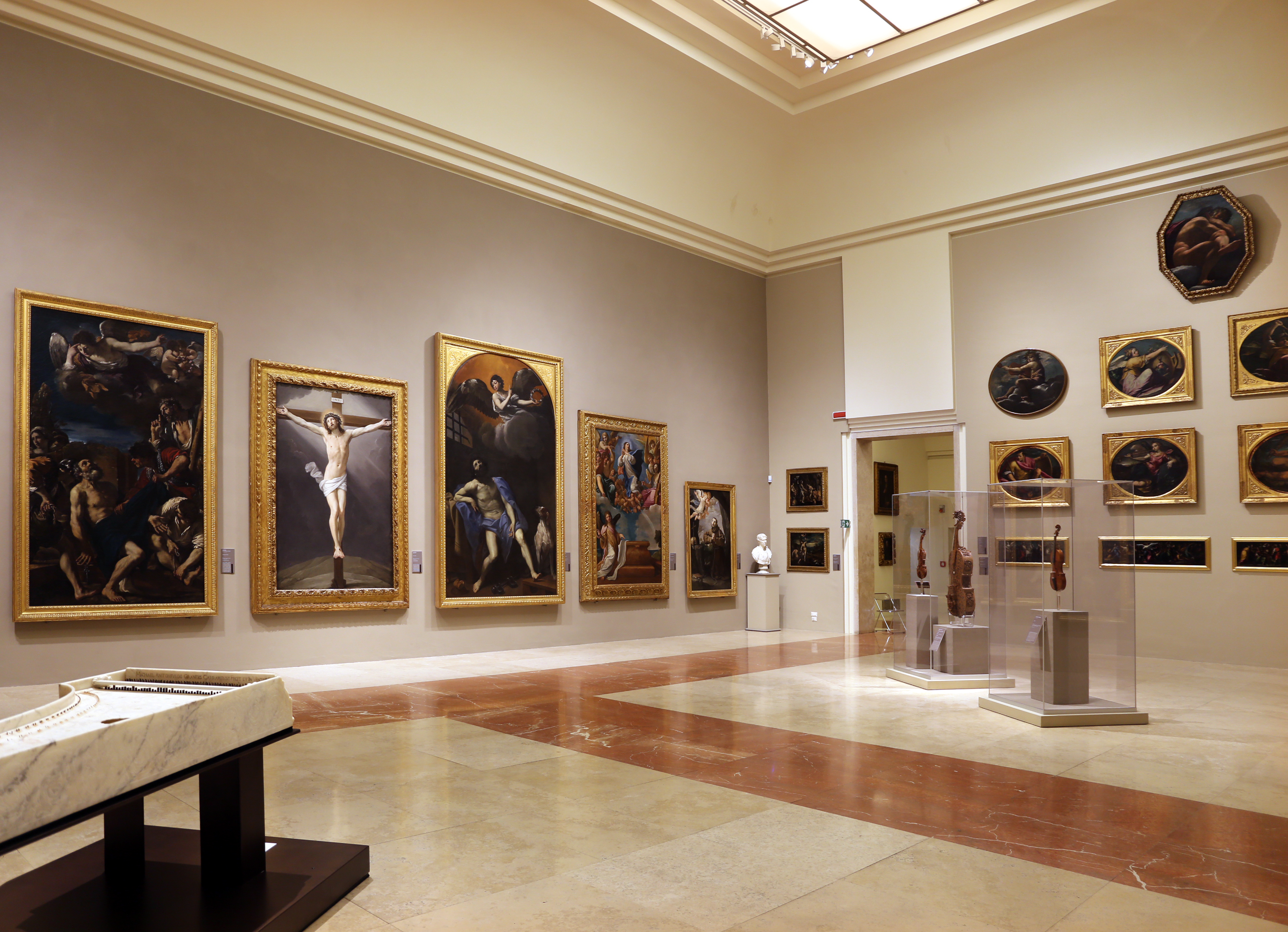
Эмилианская живописная комната конца XVII века с недавно установленным освещением сочетает в себе картины и музыкальные инструменты: «Распятие» Рени и овальные потолочные панели апартаментов Вирджинии Медичи в Ферраре с резными струнными инструментами Доменико Галли и мраморным клавесином Микеле Антонио Гранди.

## История

### Чезаре I
В 1598 году герцогство в Ферраре было вынуждено уступить Папе Клименту VIII, и столица герцогства была перенесена в Модену. Герцог Чезаре пытался увезти с собой как можно больше наследства Эсте, в том числе множество ящиков, полных редких и драгоценных предметов.
Что касается оставшихся работ в Ферраре, Чезаре, который, возможно, не так любил покровительство искусству, как его предки, без колебаний пожертвовал большую часть коллекции, чтобы заручиться благосклонностью влиятельных политических деятелей, в частности кардинала Боргезе и австрийского императора.

### Франческо I
Франческо I, преемник Альфонсо III, был человеком больших амбиций. Он был полон решимости вернуть себе Феррару и восстановить художественную атмосферу, характерную для феррарского двора в Модене. Для новой столицы уменьшенного герцогства Модена и Реджио он задумал внушительную герцогскую резиденцию, доверив проект Бартоломео Аванцини. Римского архитектора посоветовал Бернини, которому принять эту задачу помешал договор с Папой.
Портрет Франческо написан Диего Веласкесом во время дипломатической поездки в Испанию; работа, которая остаётся драгоценным сокровищем коллекции Эсте. Не менее почитаемый мраморный бюст, выполненный Бернини, теперь приветствует зрителей, входящих в галерею. Мало того, что он легко передаёт сходство и манеры герцога, Бернини также ни разу не увидел своего героя во плоти, вместо этого используя изображения Юстуса Сустерманса и Жана Буланже в качестве подсказок. Чтобы преодолеть нежелание скульптора, который в письме к брату герцога, кардиналу Ринальдо, оценил задачу не только как чрезвычайно трудную, но и безрассудную, была предложена непомерная сумма в 3000 скуди, точная сумма, уплаченная Бернини папой Иннокентием X за его фонтана Четырёх рек в Риме.

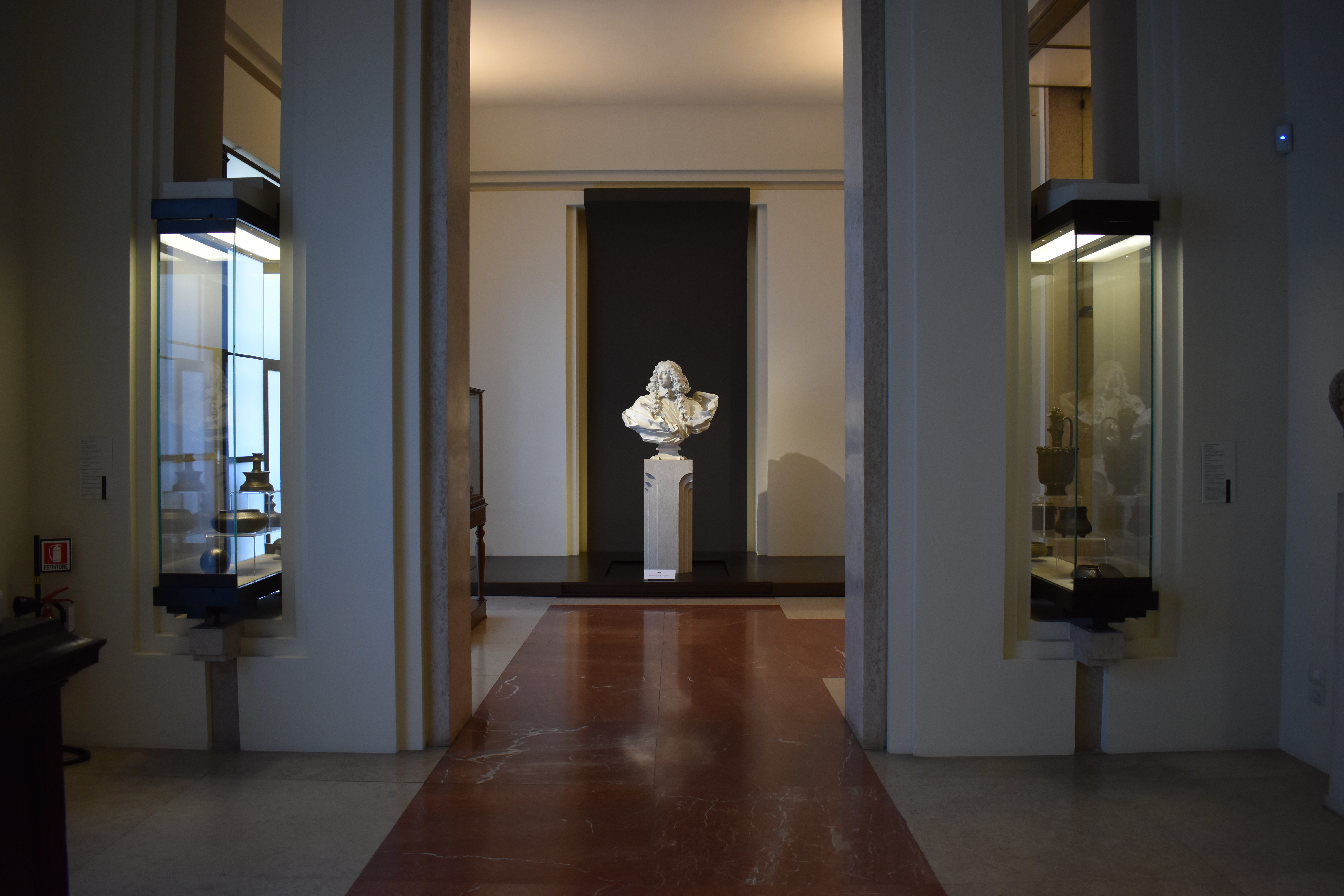
Вид при входе в галерею. Бюст Франческо I работы Бернини, широко считается основополагающим примером барочного портрета, краеугольные камни первой и второй комнат с греко-римскими древностями, за которыми следуют запрестольные образы и полихромия XIV века.

В то время к коллекции присоединились и другие ценные произведения, подаренные или купленные герцогом, такие как картины Паоло Веронезе, Сальватора Розы, Ганса Гольбейна и ещё один мраморный бюст Бернини, на этот раз посвящённый его возлюбленной.
Будучи любителем искусства, Франческо начал присваивать картины из церквей и монастырей в пределах герцогства: привычка, которую его преемники будут регулярно перенимать в последующие годы. Произведения были заменены второсортными копиями, часто скрытыми от глаз священников, пытавшихся сопротивляться. Таким образом в герцогскую коллекцию вошли произведения Корреджо, Пармиджанино и Чима да Конельяно.

### Преемники Франческо I
Сын Франческо Альфонсо IV первым открыл галерею для публики. Его жена Лаура Мартиноцци, внучка кардинала Маццарино, стала регентом герцогства после смерти мужа, учитывая, что их сыну Франческо II было всего два года. Герцогиня не участвовала в покупках галереи, посвятив себя большей части благотворительной деятельности и строительству церквей и монастырей с целью восстановления государства, сильно пострадавшего от вспышки чумы и Тридцатилетней войны.
Галерея не пополнялась, а истощалась во время правления Франческо III. Чтобы собрать средства, герцог решил продать лучшие предметы коллекции Августу III Польскому за значительную сумму в 100 000 венецианских цеккини (эквивалент около 650 кг золота). Так, в июле 1746 года произведения Джулио Романо, Андреа дель Сарто, Рубенса, Веласкеса, Гольбейна, Тициана, Пармиджанино, Корреджо, Гверчино, Гвидо Рени, Карраччи и многих других отправились в Дрезден. Такими работами до сих пор можно восхищаться в Галерее старых мастеров. Равно как и Ринальдо I, преемник его дяди, не смог художественно обогатить герцогство.

### Наполеоновская интермедия
Такова была репутация коллекций д’Эсте (французский литератор Шарль де Бросс считал их «несомненно лучшими в Италии»), они также привлекли внимание Наполеона. По перемирию в Кераско он постановил, что двадцать картин Эсте должны вернуться в Париж в качестве достаточной оплаты военных расходов, понесённых во время его итальянской кампании с 1796 по 1815 год. Через несколько месяцев их число увеличилось до семидесяти. Этот период знаменуется наиболее значительным разграблением коллекций картин, рисунков, архивных книг Модены и глиптической коллекции д’Эсте.
14 октября 1796 года Наполеон вошёл в Модену с двумя новыми комиссарами, Гаррау и Саличети. Оба несколько раз посещали Галерею рисунков и медалей в Палаццо Дукале, выбирая работы, на которые ссылались посетители дворца. Позолоченные эмалевые камеи и гравированные полудрагоценные камни были отправлены в Лувр и в собственные поместья. Некоторые рисунки были переданы в Академию изящных искусств Модены для дидактических целей, однако подавляющее их количество было отправлено в Париж, где они и остались с тех пор. Из ранее завидной подборки, отражающей высокие практики эпохи Возрождения, в которую входили работы Корреджо, Пармиджанино, Джулио Романо, Перино дель Вага, братьев Карраччи, «Клевета на Апеллеса» Боттичелли и «Суд над Соломоном» работы Мантеньи, осталось только 700. В настоящее время цифровая коллекция хранится в хранилище в Модене, и теперь её можно просмотреть на сайте галереи.
17 октября было выбрано 94 тома для парной передачи из герцогской библиотеки в Национальную библиотеку, включая многочисленные рукописи и древние кодексы. Наполеон лично взял два издания Записок Цезаря XVI—XVIII веков, будучи в Модене проездом. Что касается коллекции монет, то в Библиотеку поступило 900 имперских бронзовых монет, 124 из которых были из римских колоний; 10 серебряных; 31 надрезанная; а также 44 греческих и 103 с папского монетного двора. Жена Наполеона, Жозефина, последовала его примеру. Во время своего пребывания в Палаццо Дукале в Модене в феврале 1797 года она была неудовлетворена простым «взглядом» на нумизматическую коллекцию. Императрица взяла около двухсот, не считая тех, что были отобраны придворными её мужа, сопровождавшими её.
Многочисленные картины эмилианской школы, такие как запрестольный образ Гверчино, изображающий святых покровителей Модены (1651 г.) и его Святого Павла (1644 г.), а также «Очищение Богородицы» Гвидо Рени, «Явление Богородицы святым Луке и Екатерине» (1592 г.) Аннибале Карраччи, «Сон Иова» (1593) Чиголи, «Насмешки над Христом» Джамболоньи и другие так и не вернулись. По оценкам, в Лувр было вывезено 1300 картин.

### Реставрация
Из своего изгнания в Тревизо Эрколе III продал различные предметы, которые он привёз с собой, но он также внёс некоторые дополнения в галерею, пытаясь исправить наполеоновское разграбление. С возвращением герцога Франческо IV Габсбург-Эсте в Модене было восстановлено множество важных работ. Только 21 картина, ранее входившая в коллекцию Эсте, вернулась в Модену в дополнение к двум новым картинам, приобретённым в качестве вознаграждения Шарлю Лебрену.
На фоне снижения статуса церкви возникла растущая тенденция к коллекционированию произведений искусства как средству поддержания местной власти дворянства. Таким образом, Франческо IV предоставил в галерею работы из близлежащих городов с помощью проверенного метода Эсте по разграблению церквей. В 1822 году вновь обретённый интерес к ранним итальянским «примитивным» картинам побудил к приобретению богатой коллекции маркиза Томмазо дельи Обицци, в том числе работ Барнабы да Модена, Аполлонио ди Джованни, Бартоломео Бонашиа и Франческо Бьянки Феррари. Его сын Франческо V также сделал несколько новых покупок и вновь открыл галерею, перенесённую во время правления его отца в Палаццо Дукале.

### С 1859 года по настоящее время
С объединением Италии в 1859 году линия Эсте подошла к концу.
При переходе неизбежно были какие-то потери и кражи. Луиджи Карло Фарини, правящий диктатор провинций Моденезе от имени правительства Савойи, был обвинён некоторыми в присвоении ценностей, хранившихся в Палаццо Дукале, в котором он и его правительство проживали, хотя пока неясно, на чем основаны такие обвинения были основаны.
В 1879 году дворец стал штабом Военной академии, лишив город возможности любоваться произведениями искусства. Галерея была вынуждена переехать во дворец XVIII века, построенный Франческо III, ныне известный как Палаццо деи Музеи, где она сосуществует с Лапидарным музеем, Городским музеем и архивами на первом этаже и библиотекой Эсте на третьем этаже.
Маршрут галереи претерпел несколько изменений за эти годы, при этом курирование комнат остаётся в постоянном состоянии пересмотра. Особенно важное из недавних изменений произошло после землетрясения в мае 2012 года. После трёхлетнего периода реконструкции она была вновь открыта для публики в 2015 году. Невиданные ранее работы были извлечены из хранилища, установлены новое освещение и система микроклимата, поддерживающая сохранение экспонатов, и цифровые дисплеи, благодаря чему галерея Эсте остаётся ядром культуры как для местных жителей, так и для туристов, путешествующих по проторённым дорогам из Венеции в Рим.

## Коллекция
- Бюст Святой Моники работы Никколо дель Арка
- Рождество с двумя повитухами, Пеллегрино Аретузи[англ.]
- Танкред крестит Клоринду Систо Бадалоккио
- Терракотовые скульптуры Антонио Бегарелли[англ.]
- Бюст Франческо I д’Эсте[англ.] работы Джованни Лоренцо Бернини
- Распятие и Святой Христофор, Альбрехт Баутс
- Миниатюры Анны Кампори
- Гравированная портретная миниатюра Розальбы Каррьеры
- Мадонна с младенцем и святой Анной Йоса ван Клеве
- Плач со святым Франциском и святым Бернардино Чима да Конельяно
- Мадонна Кампори и другие работы Корреджо
- Рождество Баттиста Досси[англ.]
- Шут; панели с потолка спальни Альфонсо д’Эсте; Эрколе д’Эсте и другие работы автора Доссо Досси
- Триптих из Модены[англ.] работы Эль Греко
- Геркулес на коне, скульптура Бертольдо ди Джованни
- Мадонна с младенцем последователя Яна Госсарта
- Гитара и клавесин из каррарского мрамора Микеле Антонио Гранди
- Мученичество Святого Петра; Венера, Амур и Марс и другие работы Гверчино
- Портрет поэта Фульвио Тести[итал.] работы Людовико Лана[англ.]
- Моисей защищает дочерей Джетро; Брак Моисея и Сепфоры, Шарль Лебрен
- Портрет Франциска Валуа-Ангулемского работы Корнеля де Лиона
- Лукреция, Брут и Коллатин — Джанфранческо Майнери[англ.]
- Портреты и Генрих IV в Каноссе Адеодато Малатеста[англ.]
- Переносные полиптихи Томмазо и Барнабы да Модены
- Мученичество Святой Екатерины Лелио Орси
- Мадонна с младенцем Доменико Панетти[англ.]
- Пейзажи, приписываемые Антонио Франческо Перруццини
- Распятый Христос, Гвидо Рени
- Экстаз Святого Франциска; Гадалка автора Леонелло Спада
- Сцены из «Метаморфоз» Овидия Тинторетто
- Святой Антоний Падуанский, Козимо Тура
- Поклонение волхвов, Пальма Веккьо
- Портрет Франческо I д’Эсте, герцога Модены работы Диего Веласкеса
- Панели створки органа Сан-Джеминиано работы Паоло Веронезе
- «Танец часов» Джузеппе Дзаттера[англ.]
- Медальоны из апартаментов Вирджинии Медичи в Палаццо деи Диаманти[англ.] работы братьев Карраччи
- Коллекция циклов фресок из Рокка ди Скандиано Никколо дель Аббате и из Рокка ди Новеллара Лелио Орси

## Ключевые работы

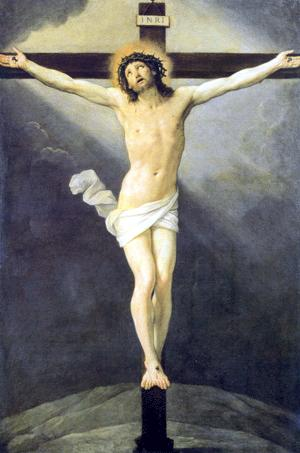
Гвидо Рени, Христос распят, 1636.
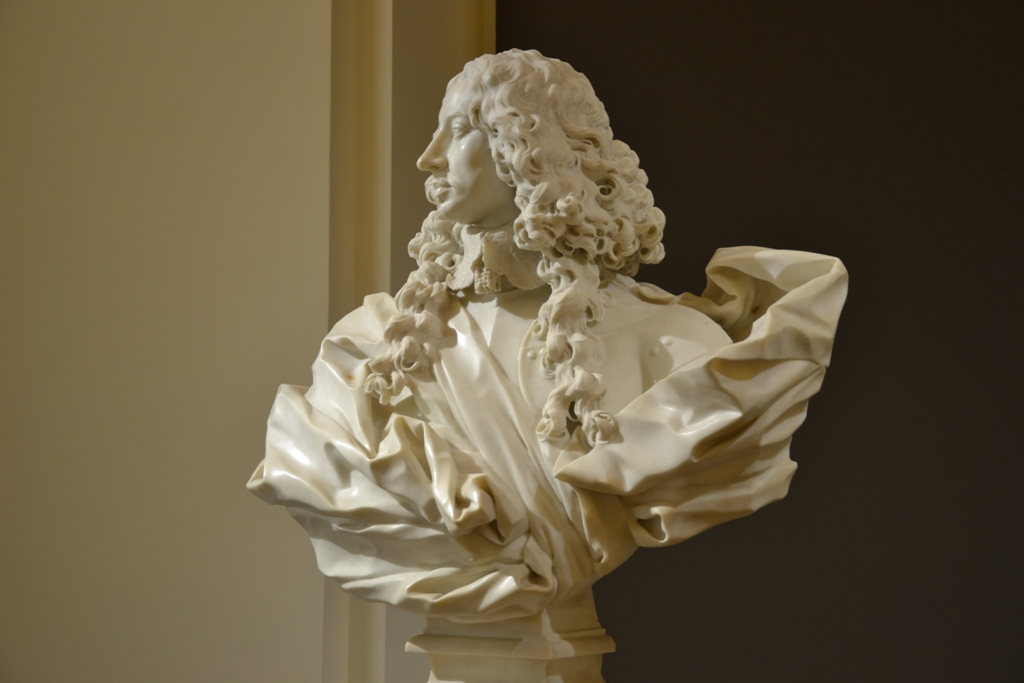
Джованни Лоренцо Бернини, Портрет Франческо I д’Эсте, 1650-1.
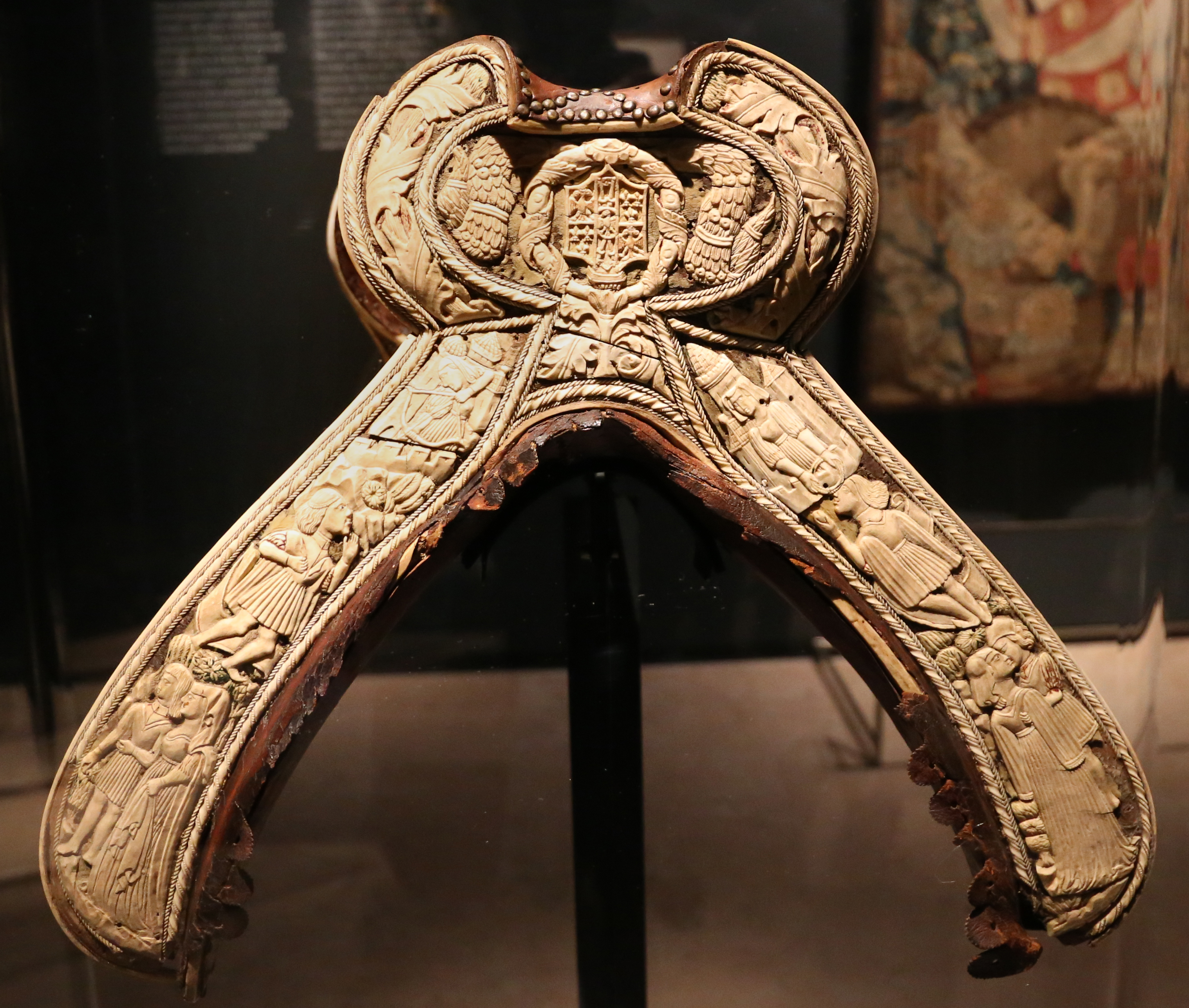
Парадное седло, 1470-80.
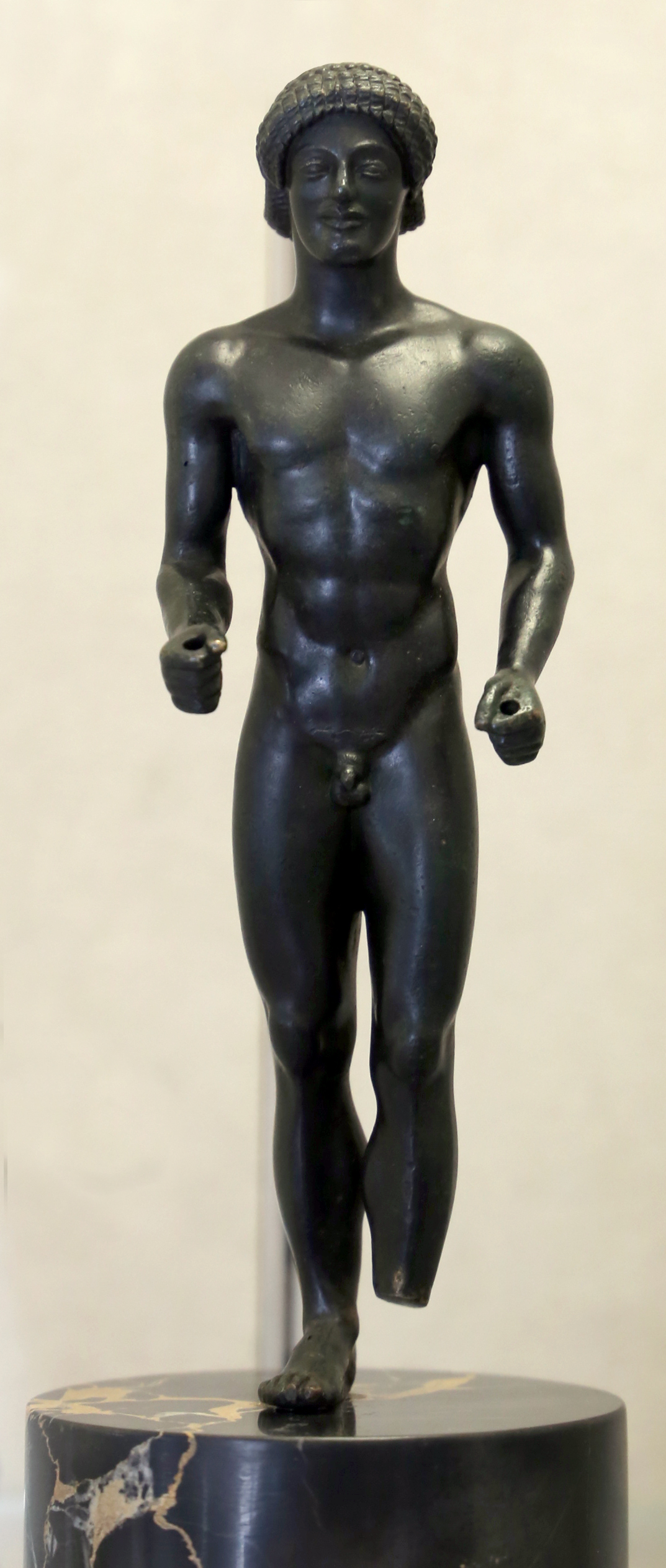
Курос, начало V века до н.э.
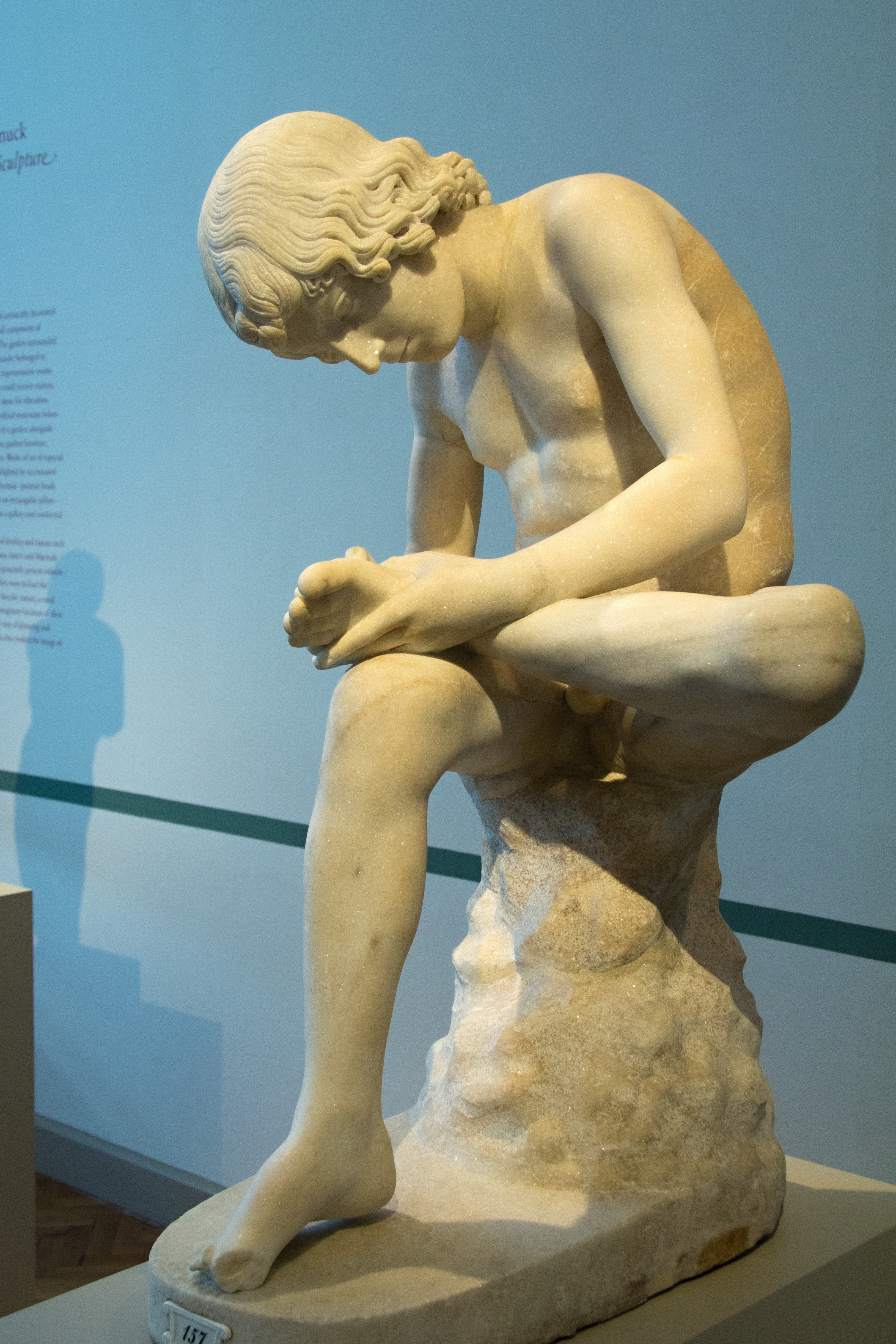
Мальчик с занозой, конец I века до н.э.
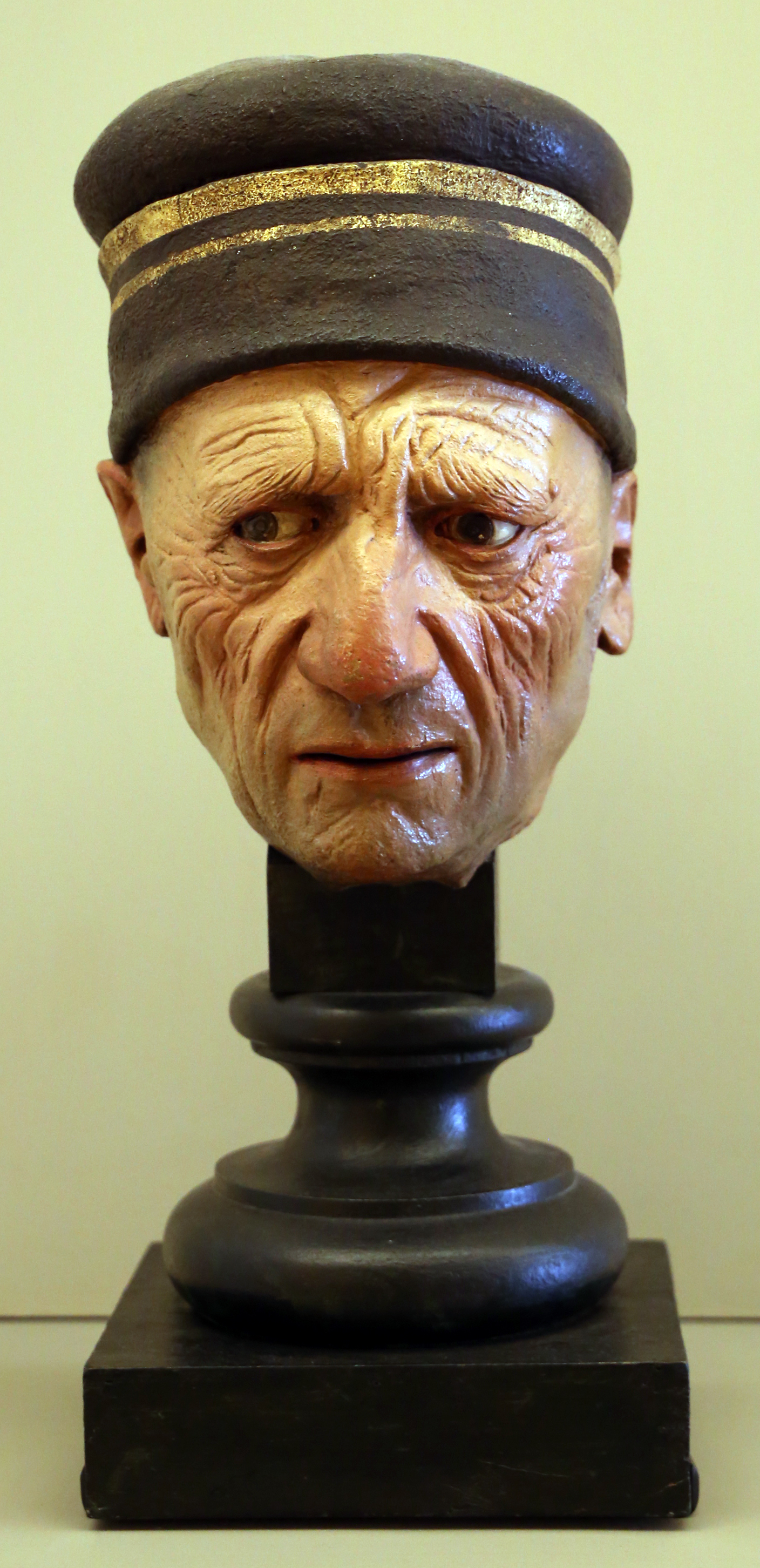
Гвидо Маццони[англ.], Голова старика, 1480-5.
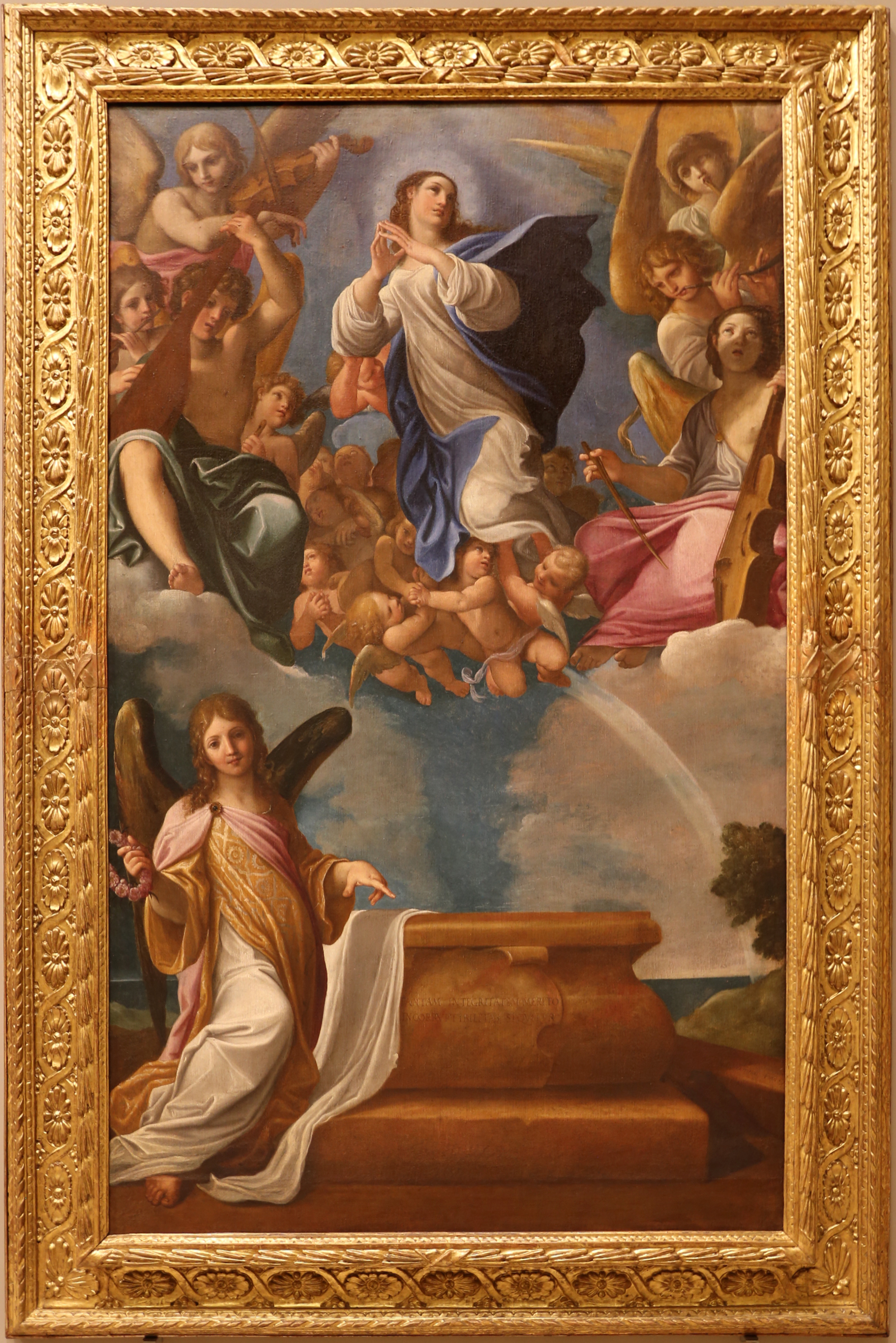
Лодовико Карраччи, Успение Богородицы, 1607.
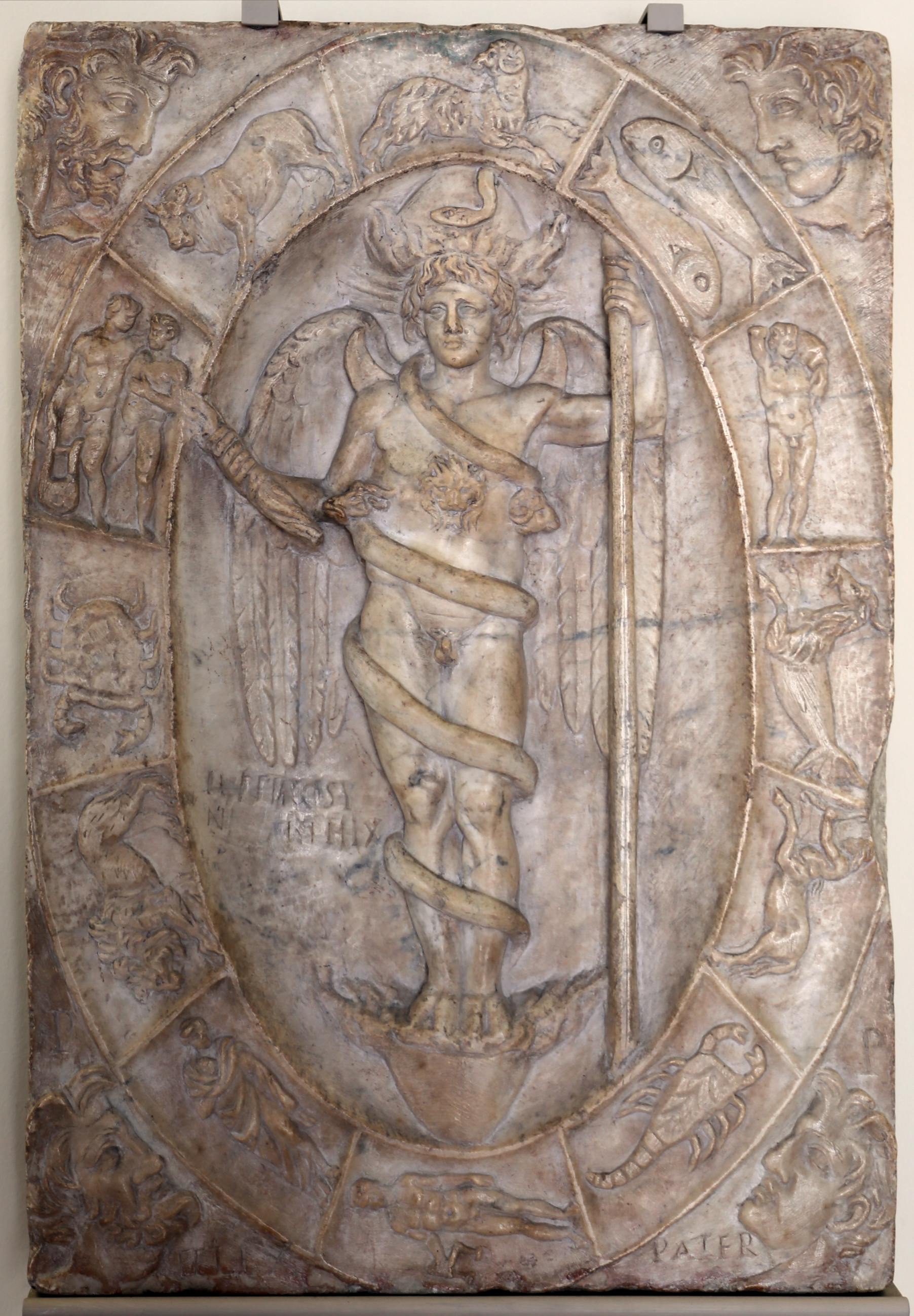
Рельеф с Эоном-Паном, 125-50 гг. н.э.
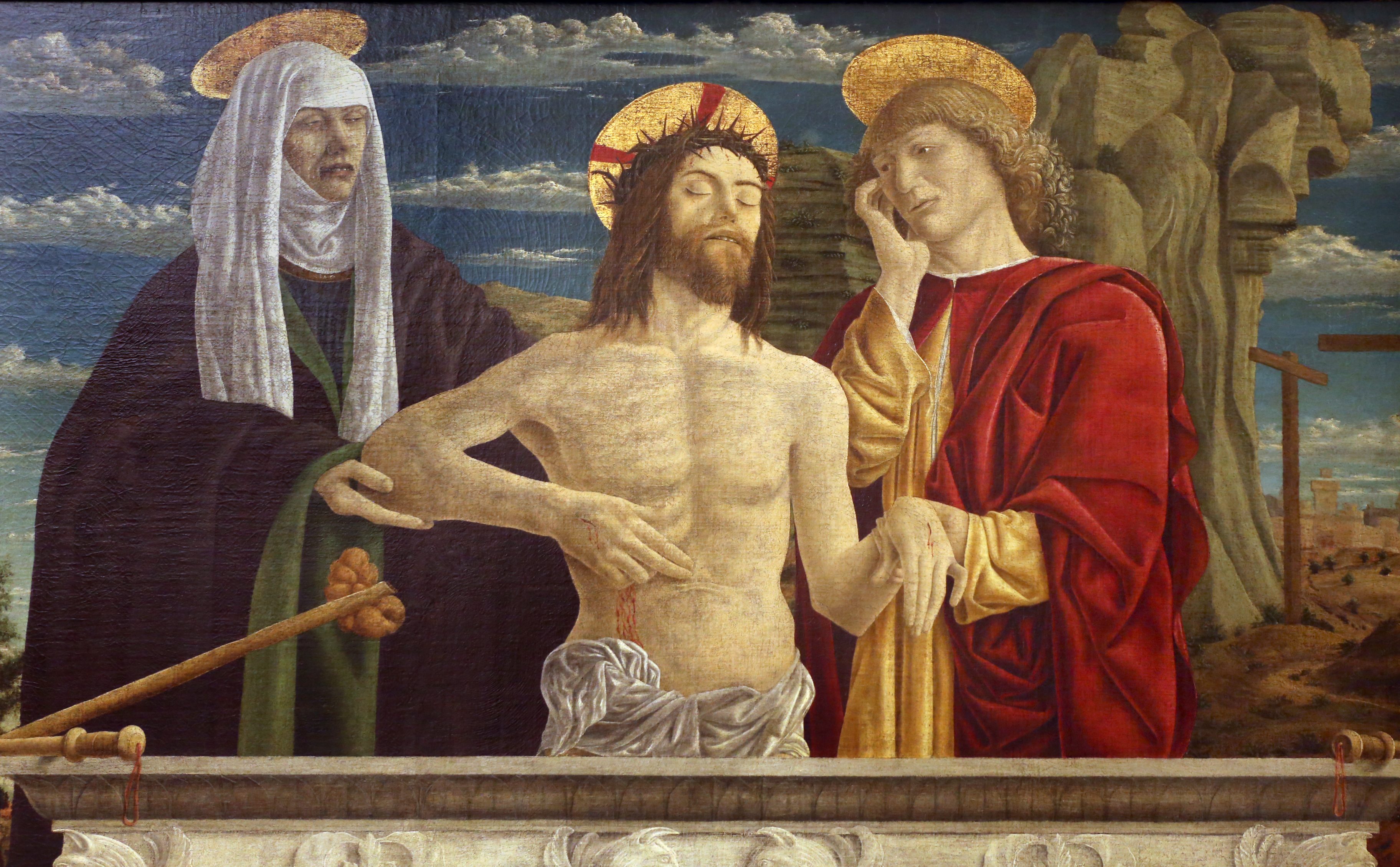
Бартоломео Бонашиа[англ.], Сострадание, 1475-95
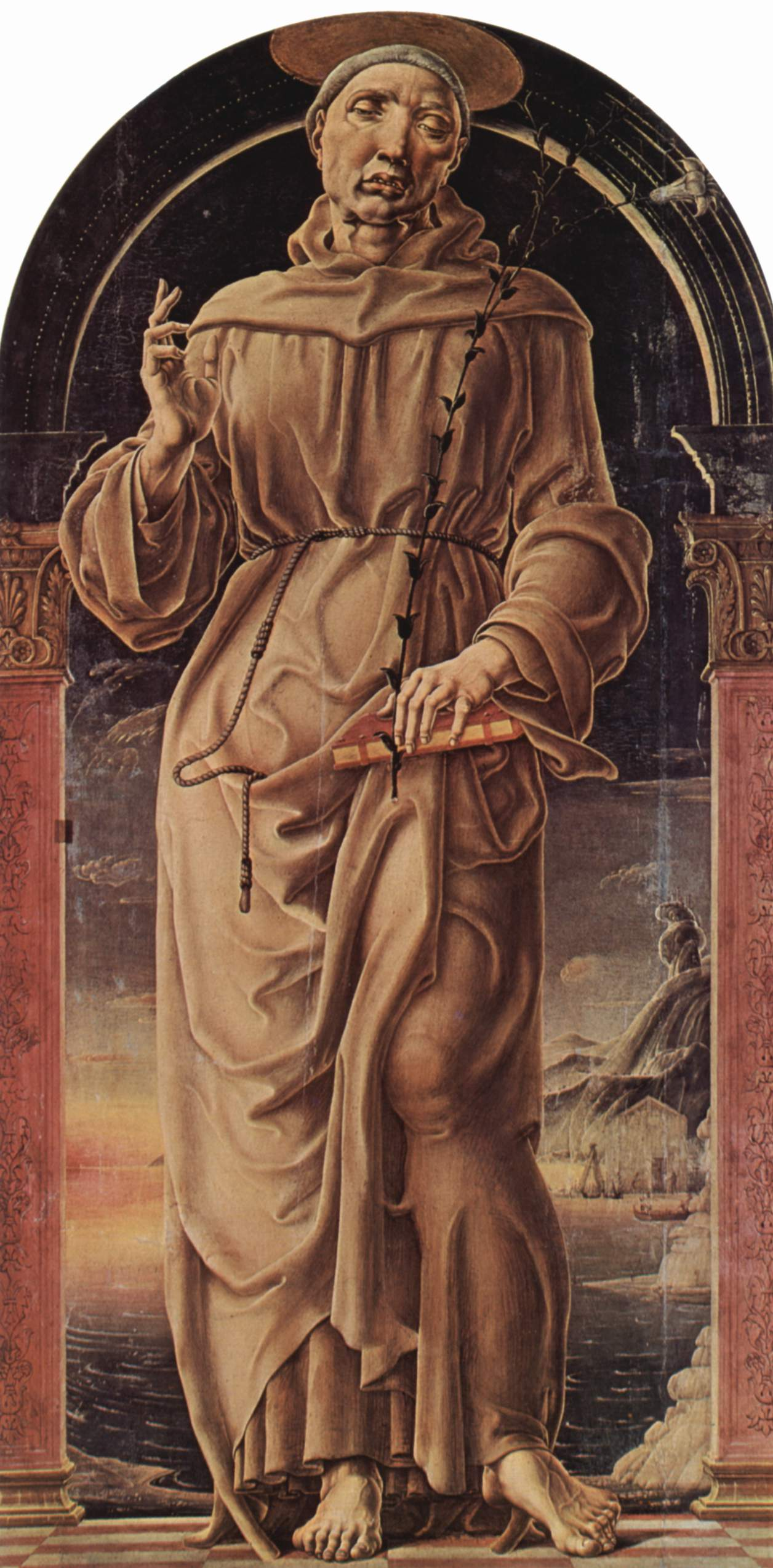
Козимо Тура, Святой Антоний Падуанский, 1484–88
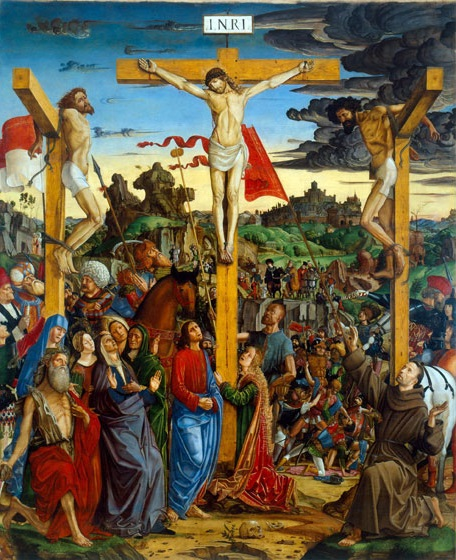
Франческо Бьянки[англ.], Распятие, 1485-90.
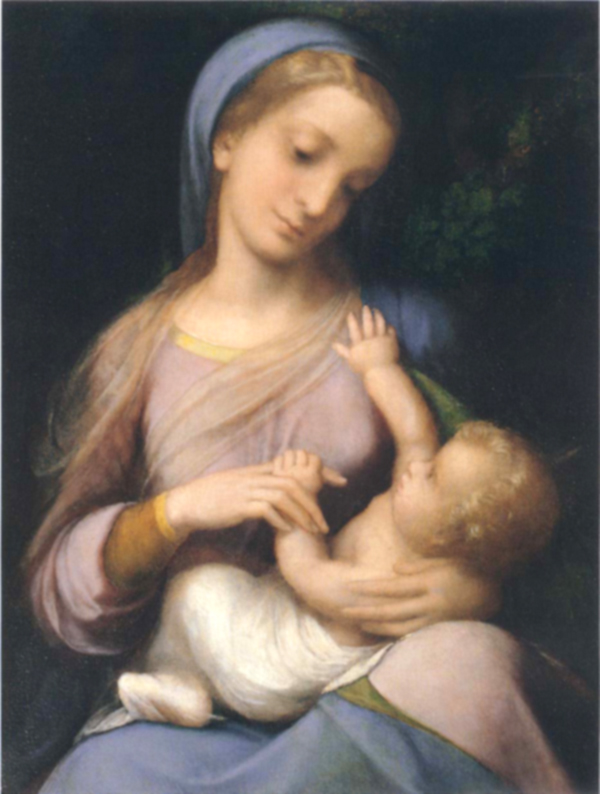
Корреджо, Мадонна Кампори, 1517-8.
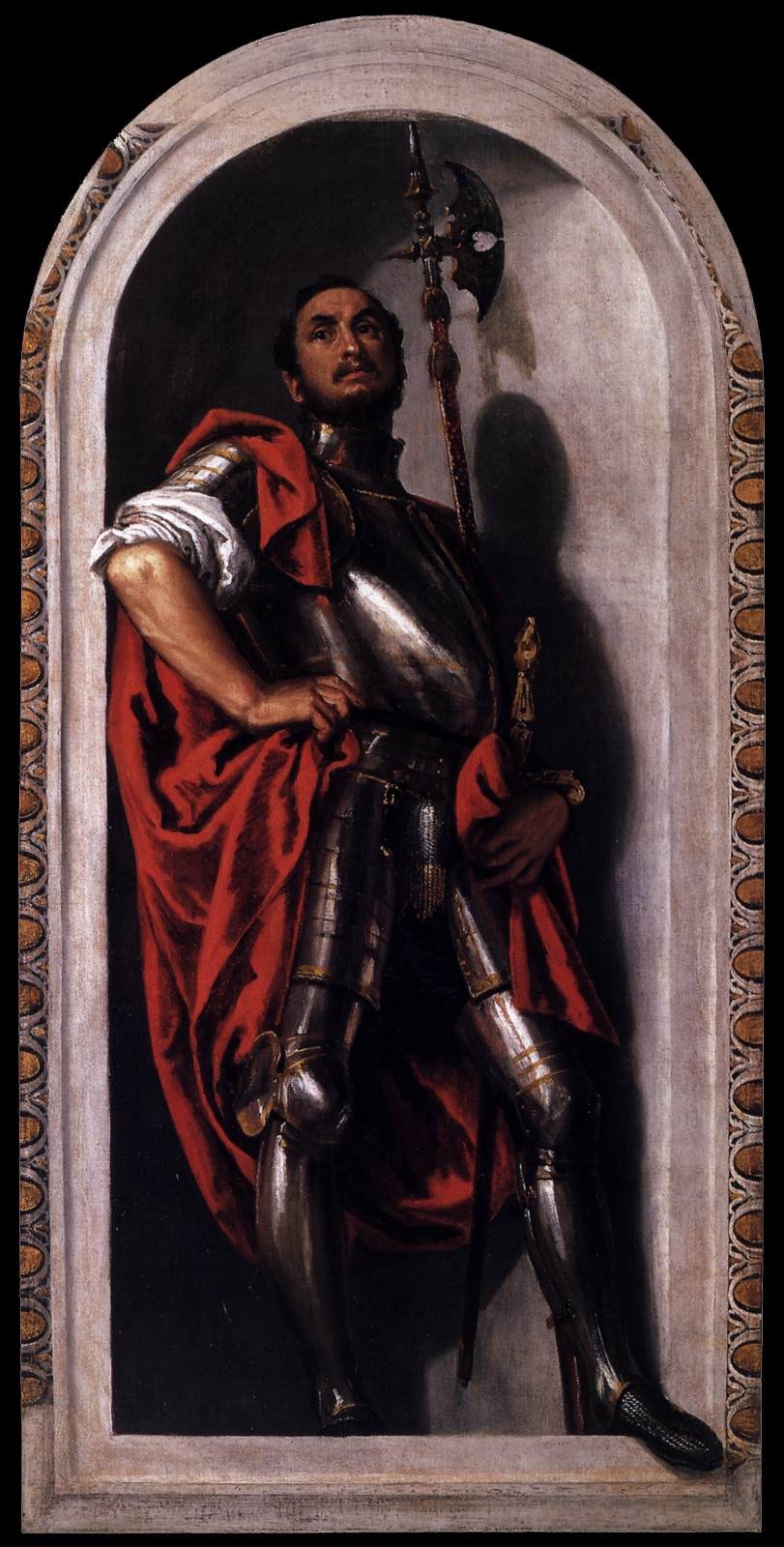
Паоло Веронезе, Святой Менна, 1558-61.
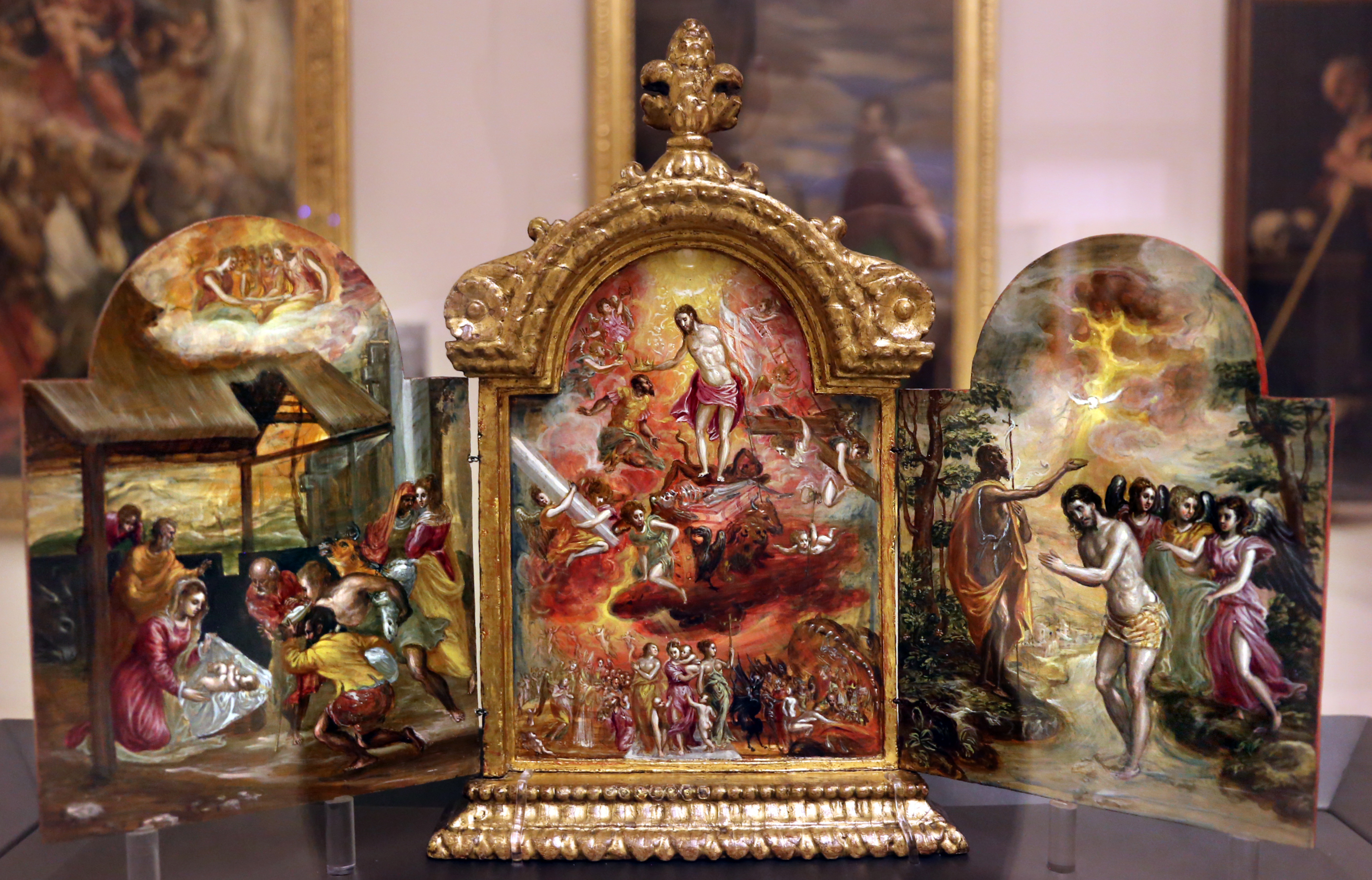
Эль Греко, Переносной алтарь, 1567-8.
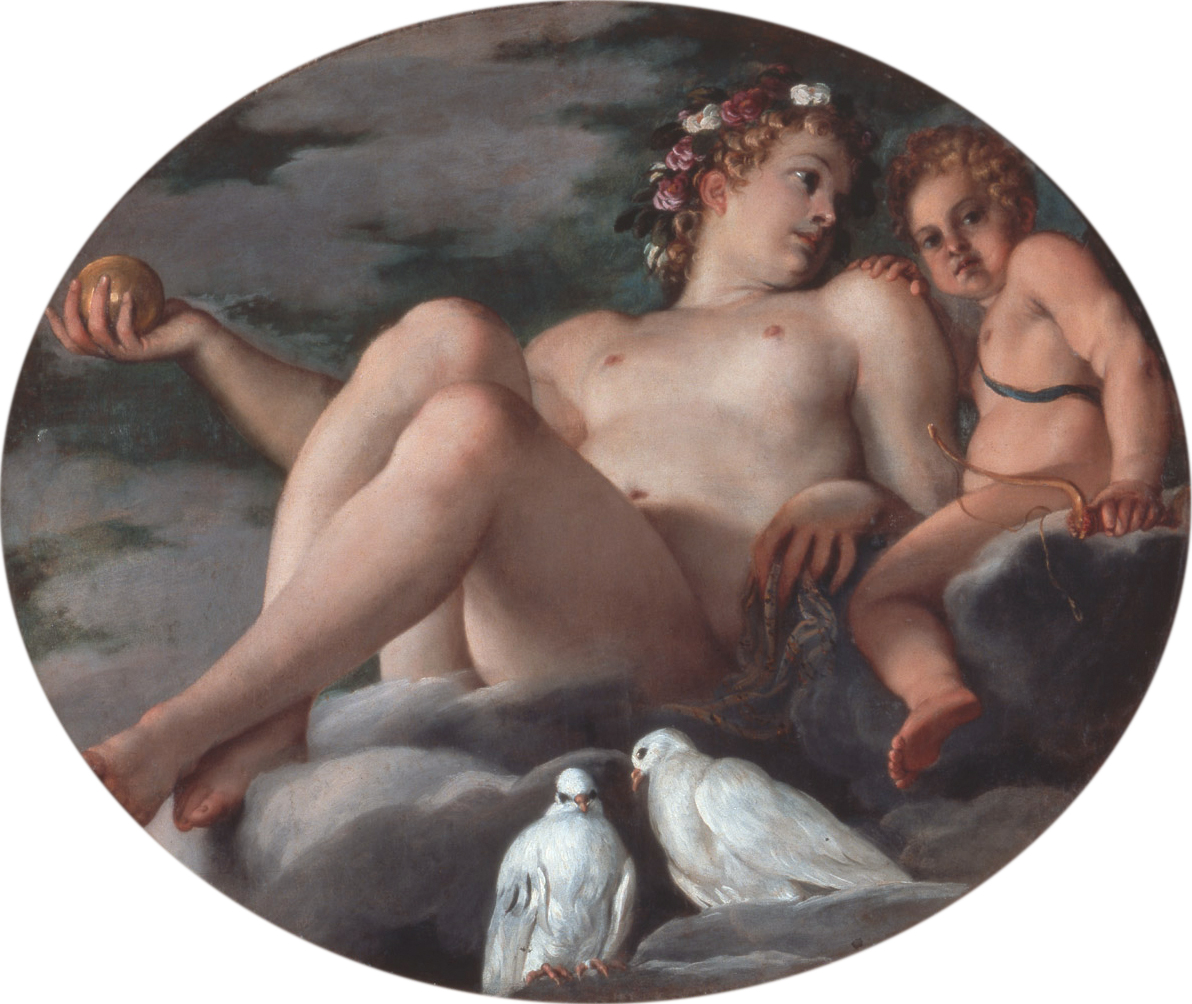
Аннибале Карраччи, Венера и Купидон, 1592.
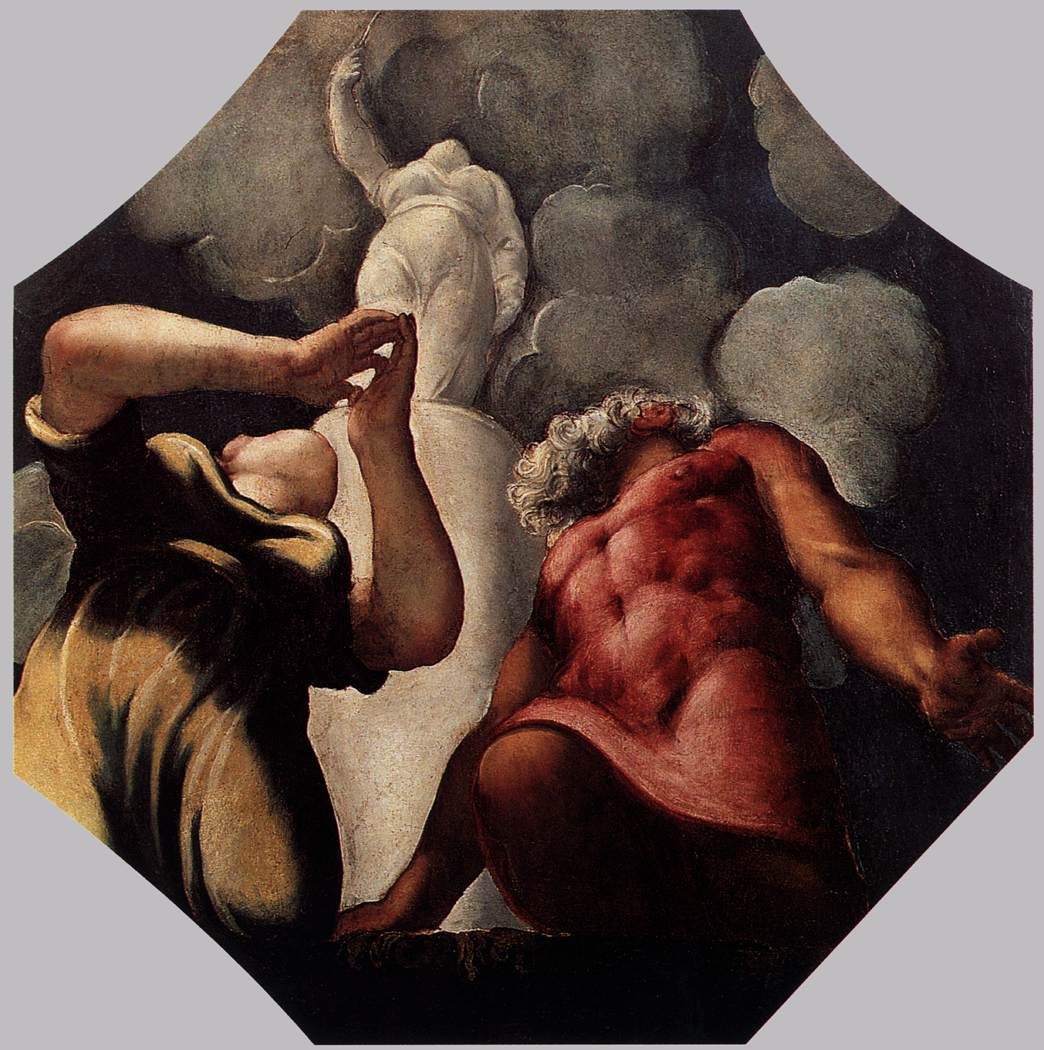
Тинторетто, Сцены из «Метаморфоз» Овидия, 1541-5.
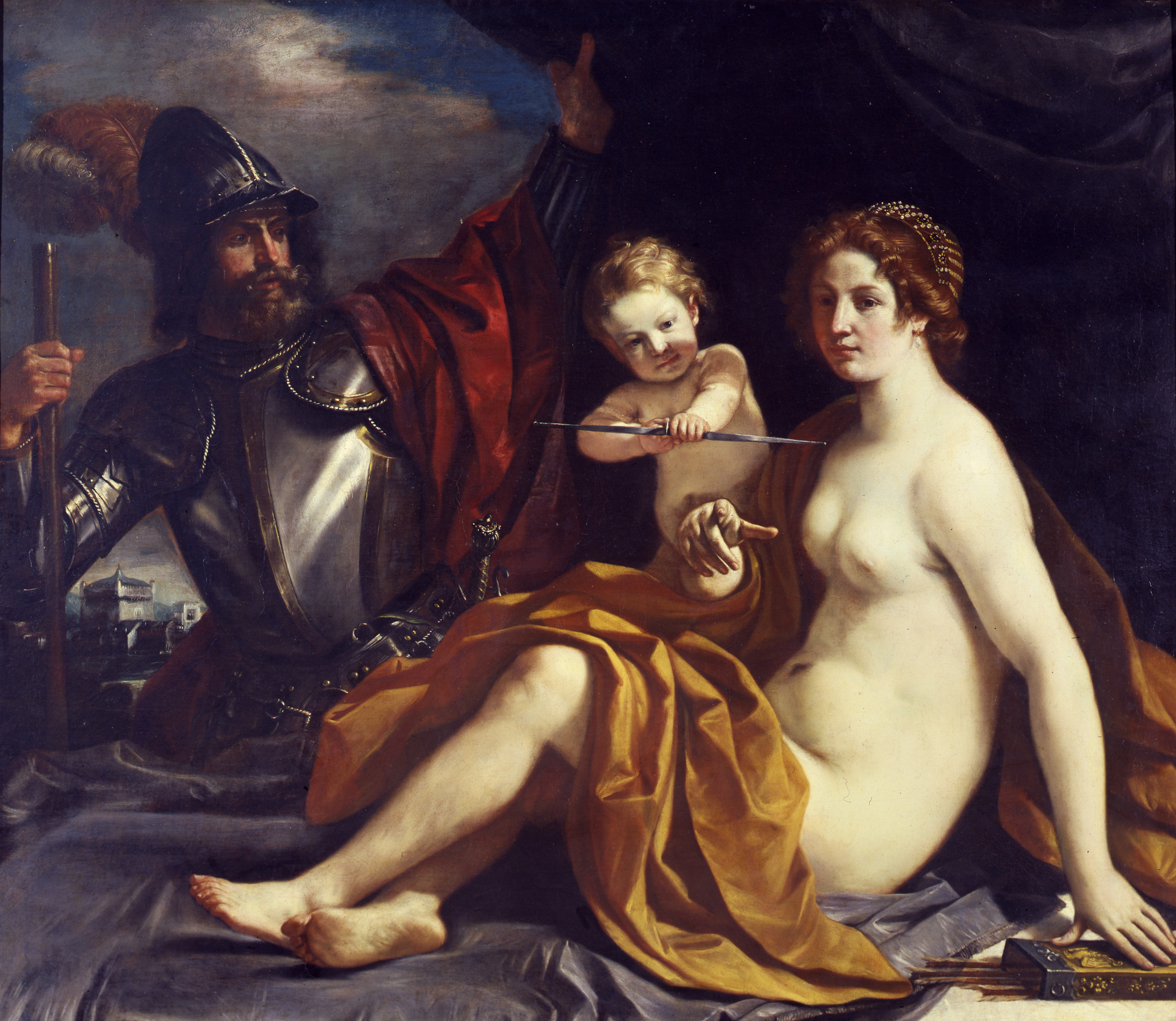
Гверчино, Венера, Марс и Купидон, 1633.
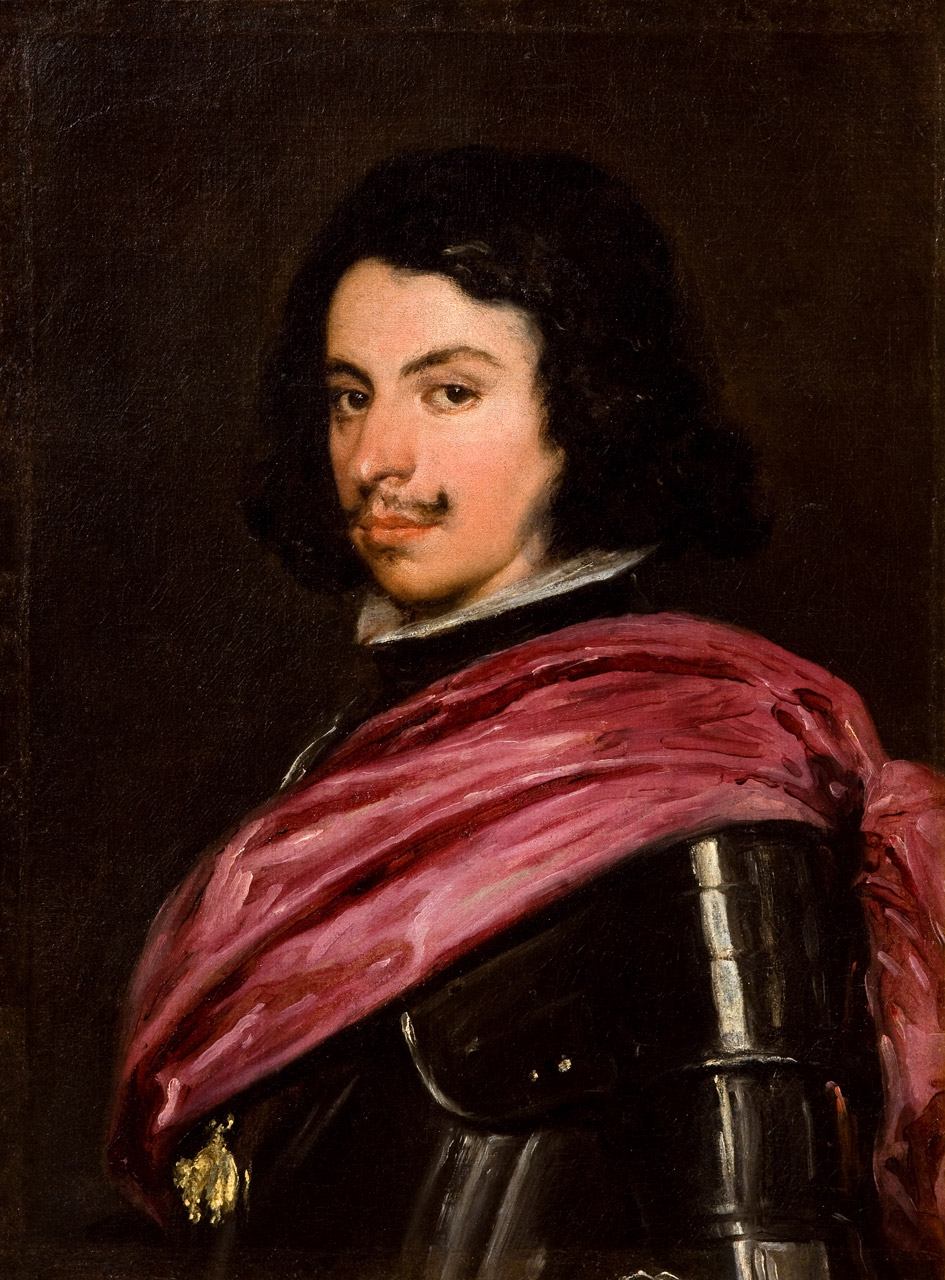
Диего Веласкес, Портрет Франческо I д’Эсте, 1638.
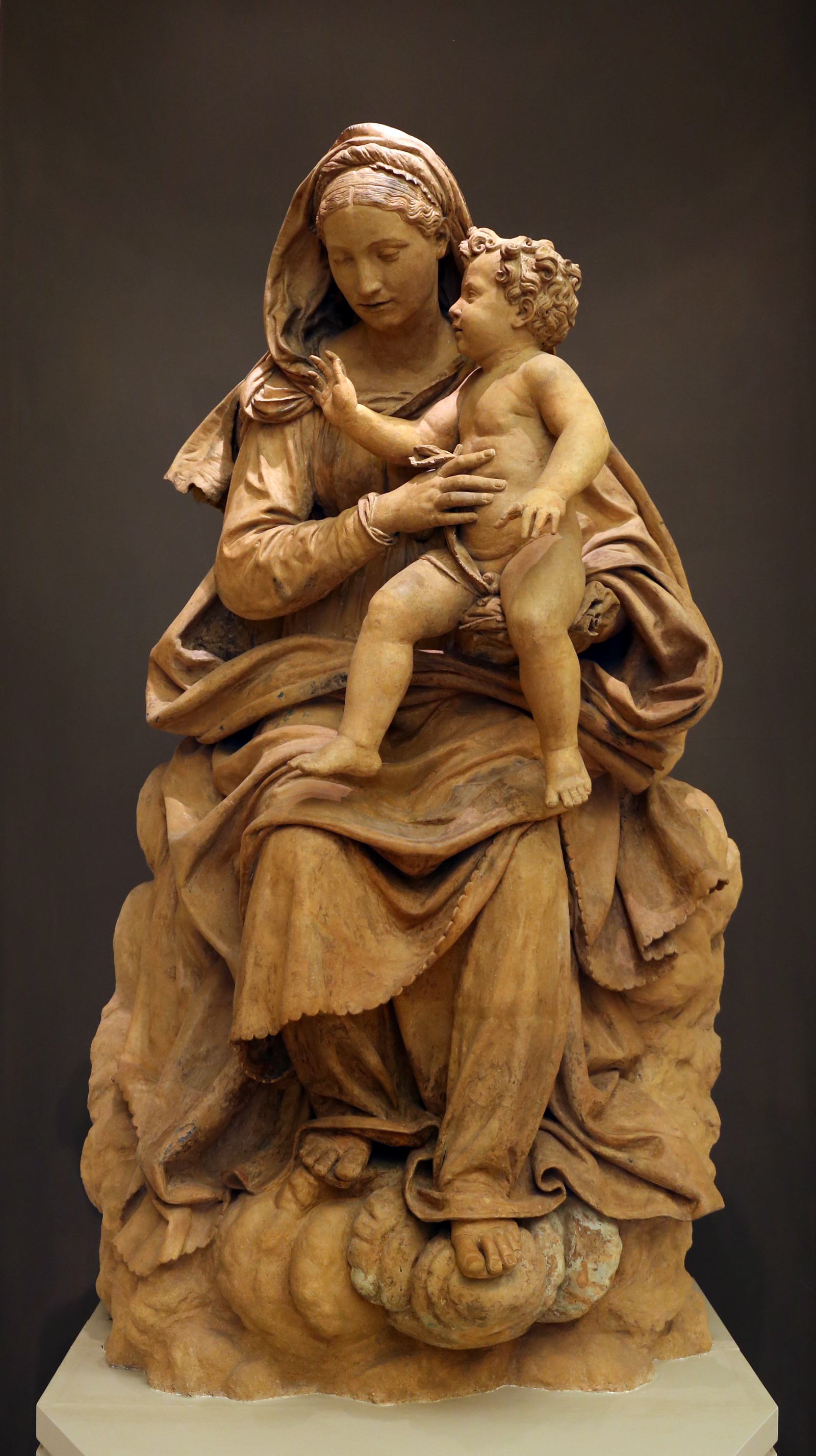
Антонио Бегарелли[англ.], Богородица с Младенцем, ок. 1535.
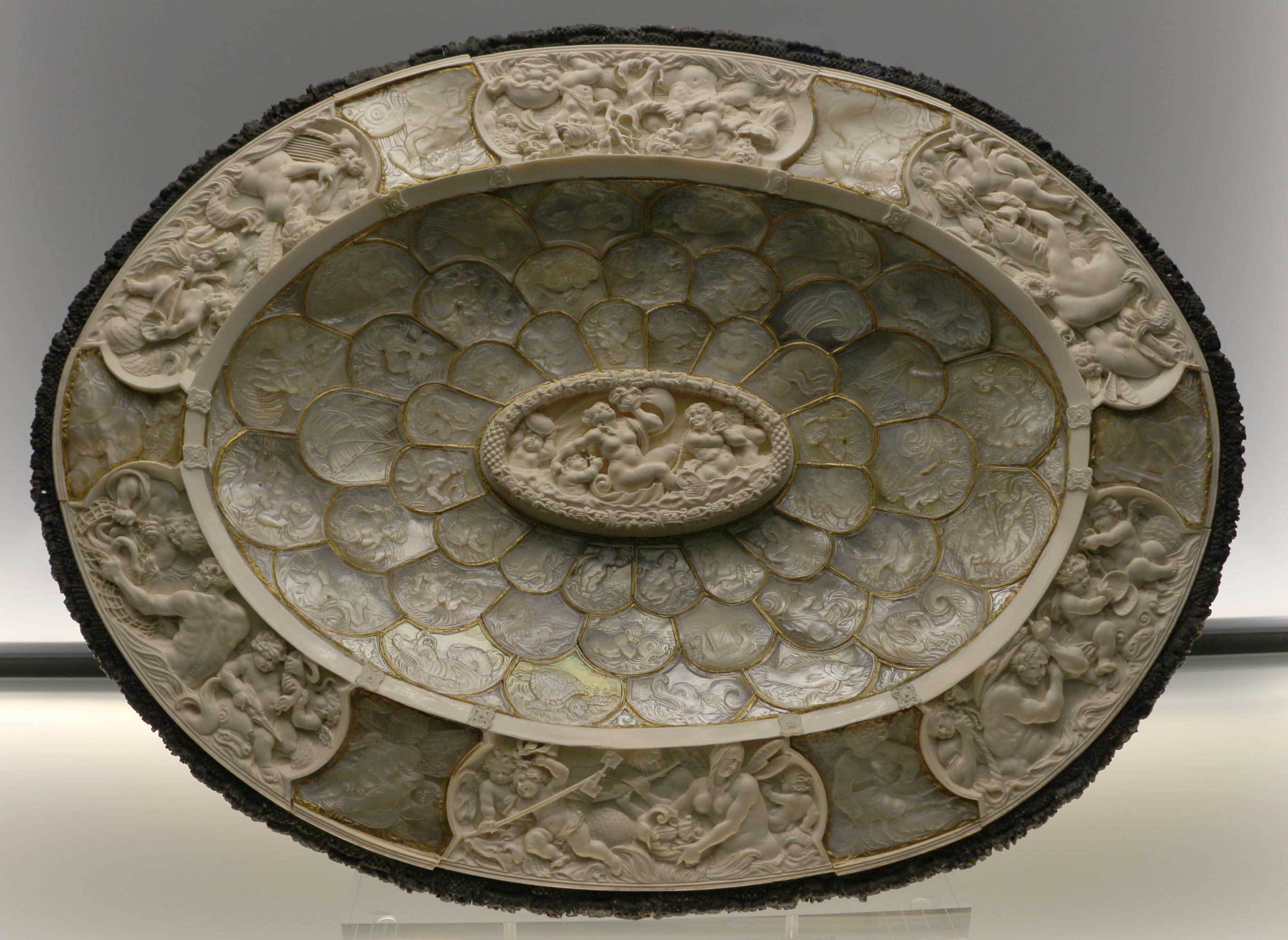
Игнац Эльхафен (?), Блюдо с морскими сценами, 1670-80.
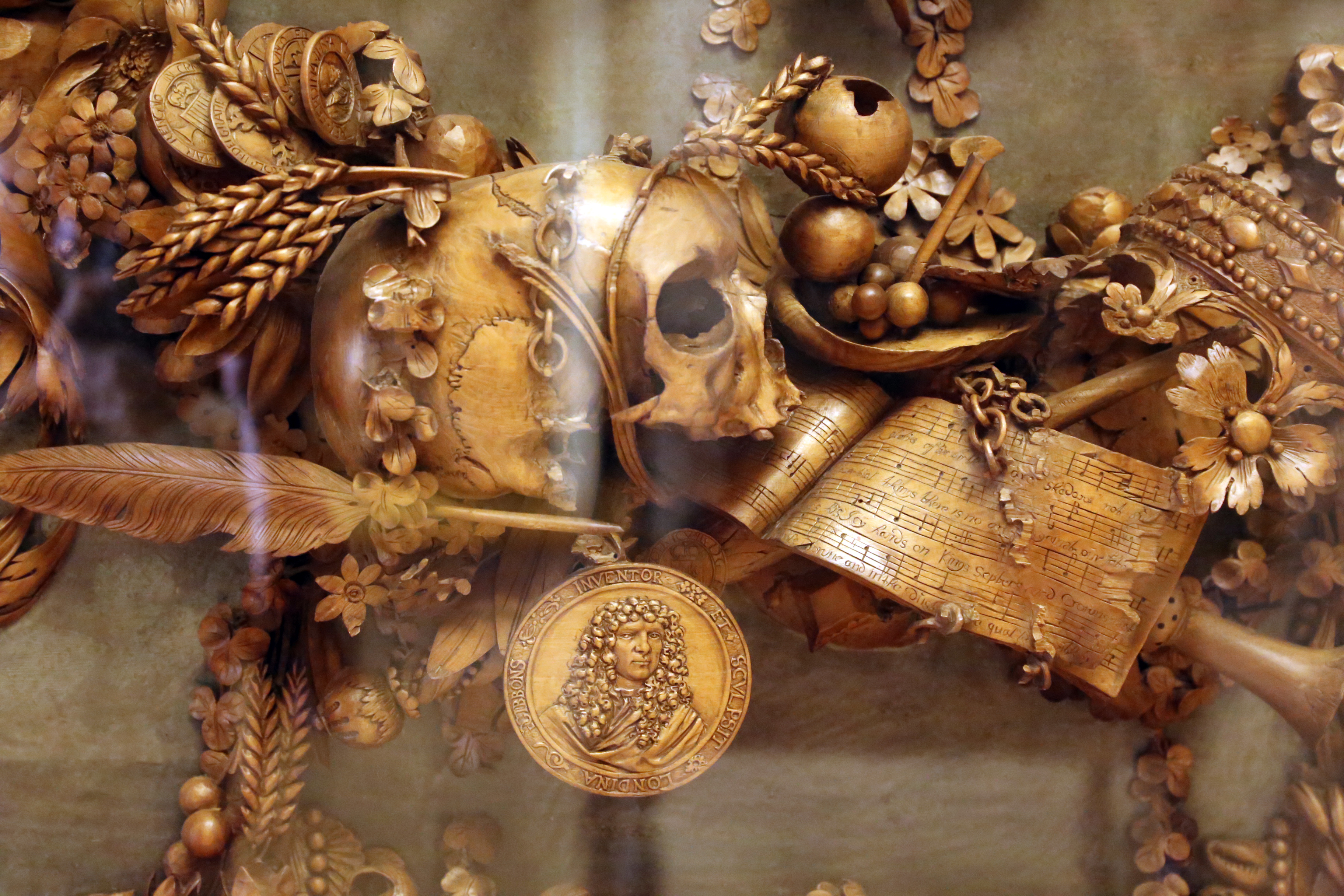
Гринлинг Гиббонс, Ванитас, ок. 1685.
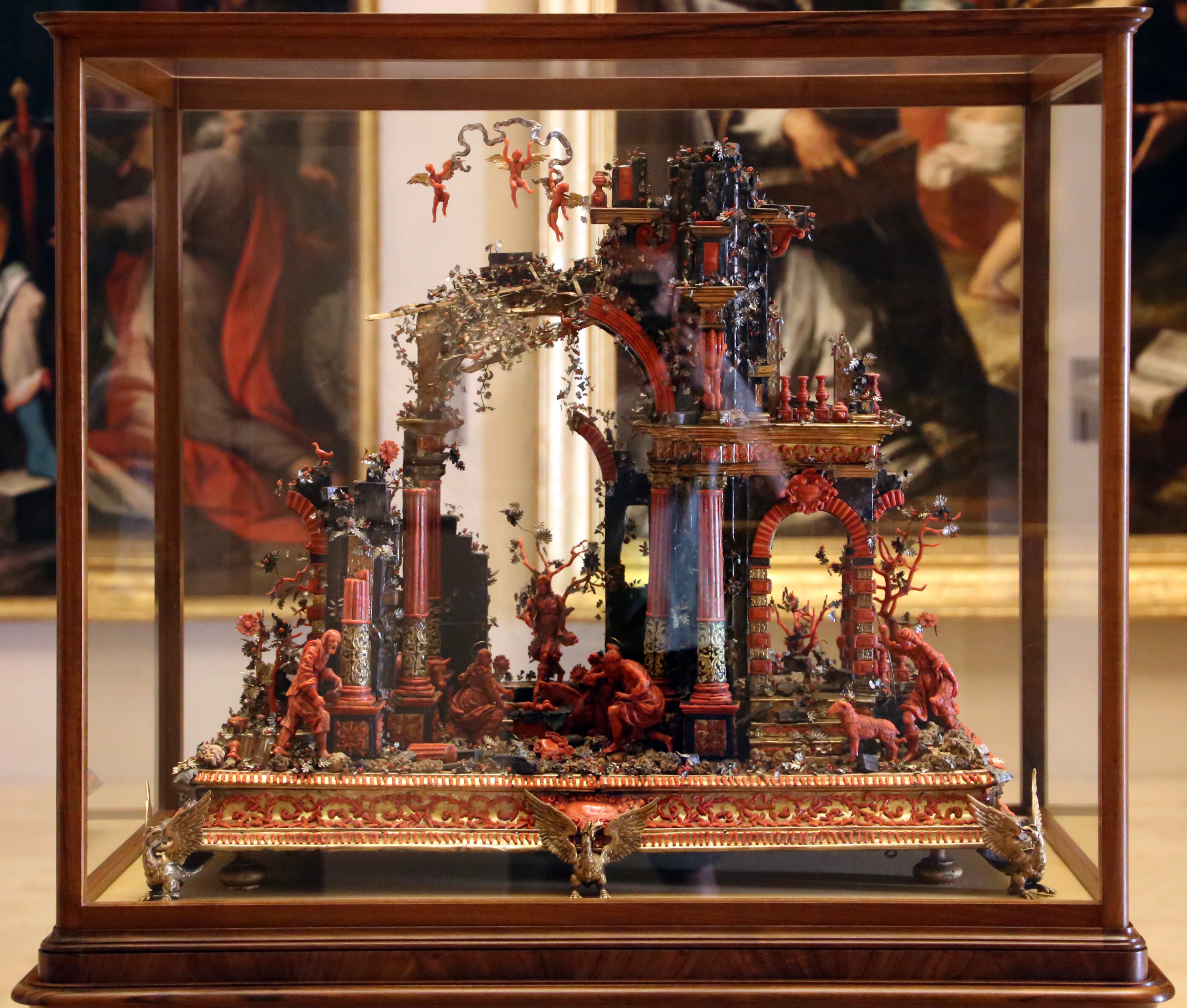
Мастерская Трапани, Вертеп, XVIII век.
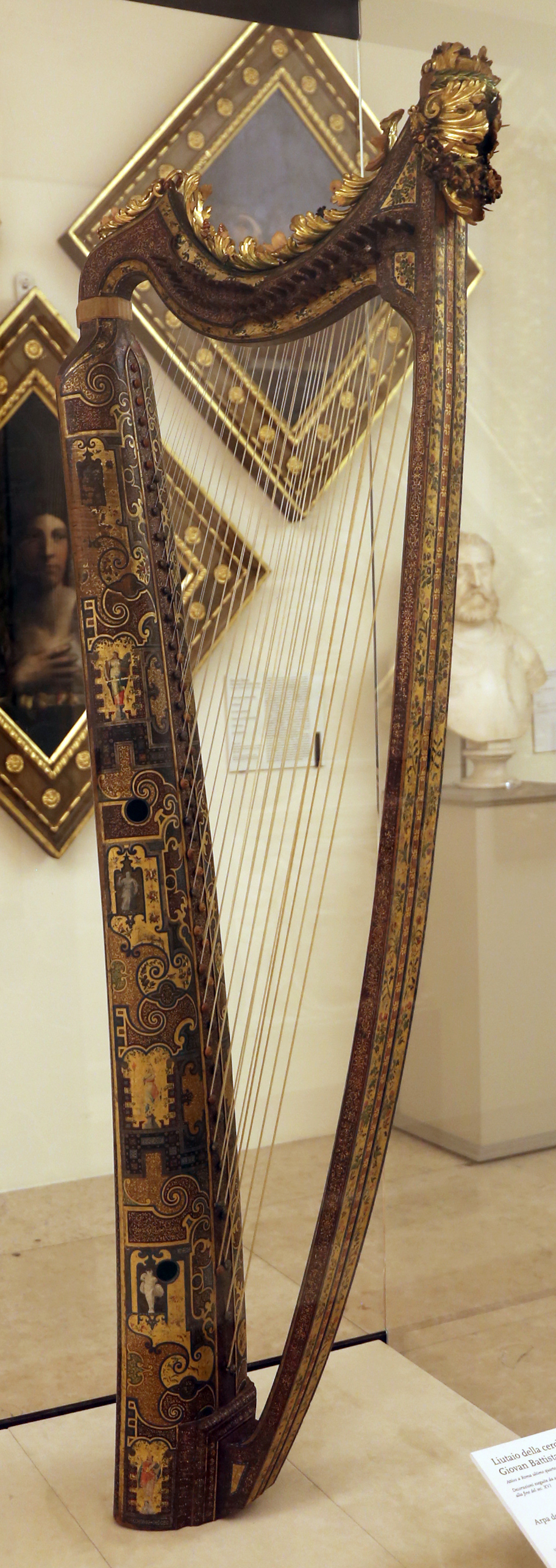
Джованни Баттиста Джакометти, Джулио Марескотти, Эль Бастароло, Арфа Эсте, 1581-93.
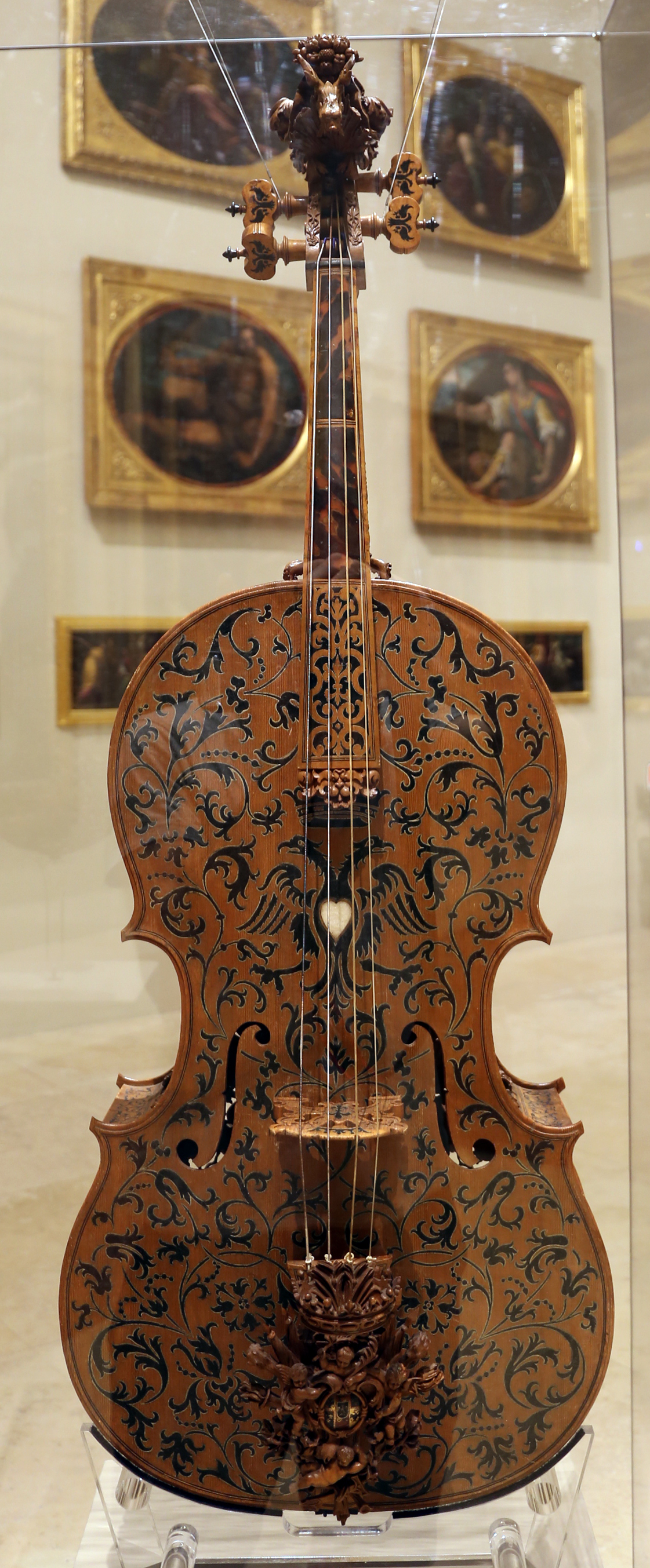
Доменико Галли, Виолончель, 1691.
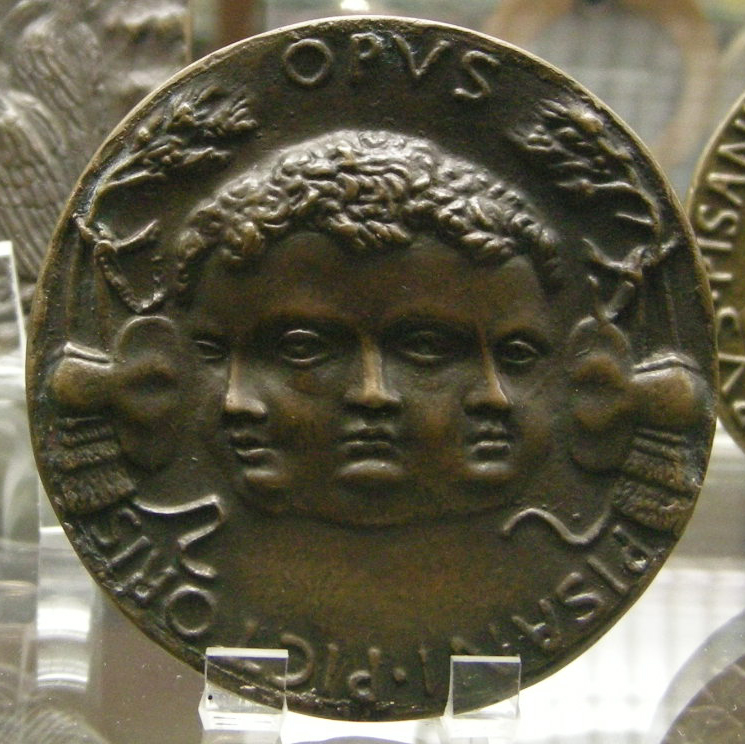
Пизанелло, Медаль Леонелло д’Эсте, ок. 1440.
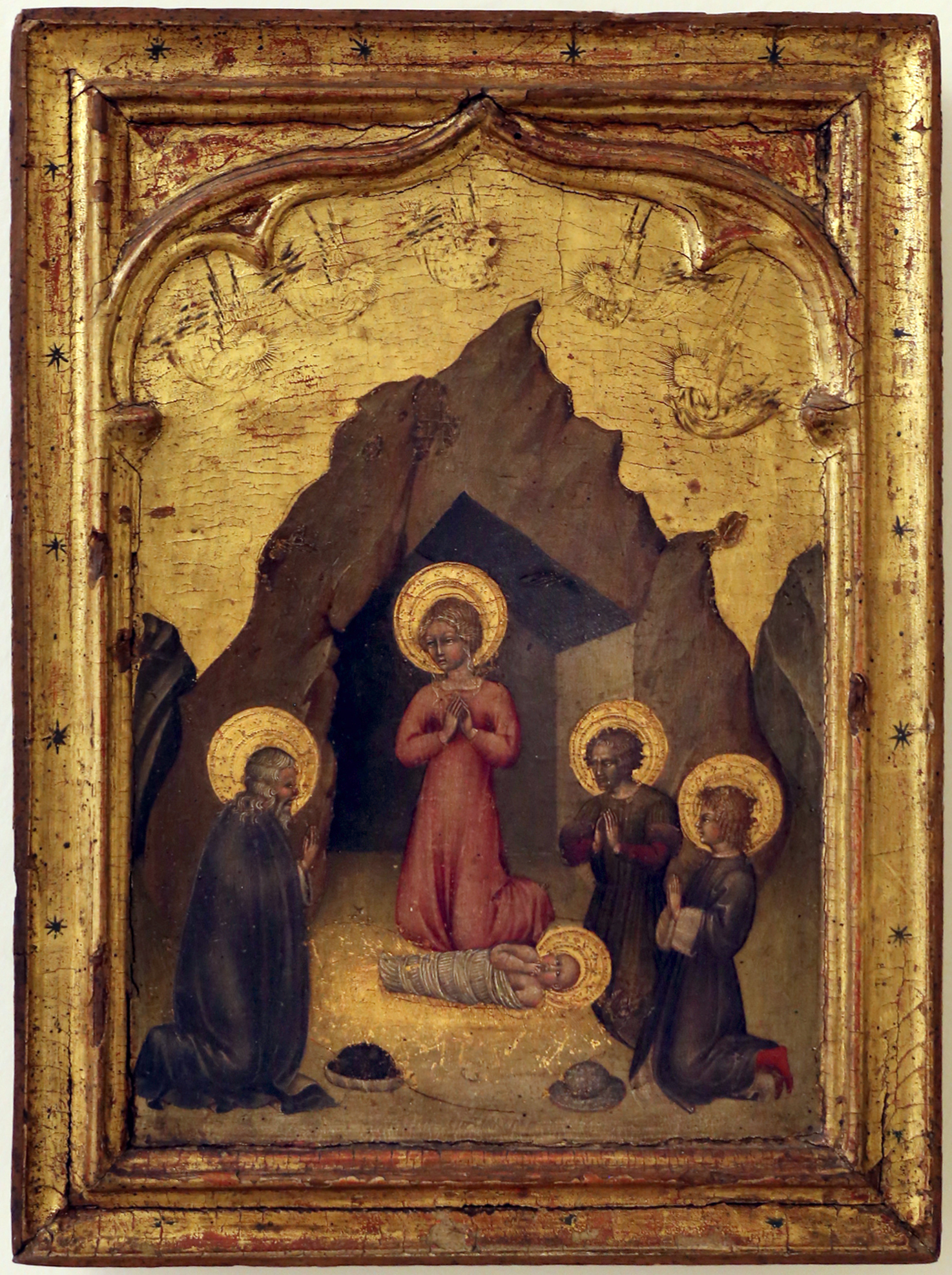
Джованни ди Паоло, Поклонение младенцу Христу, ок. 1430-40.
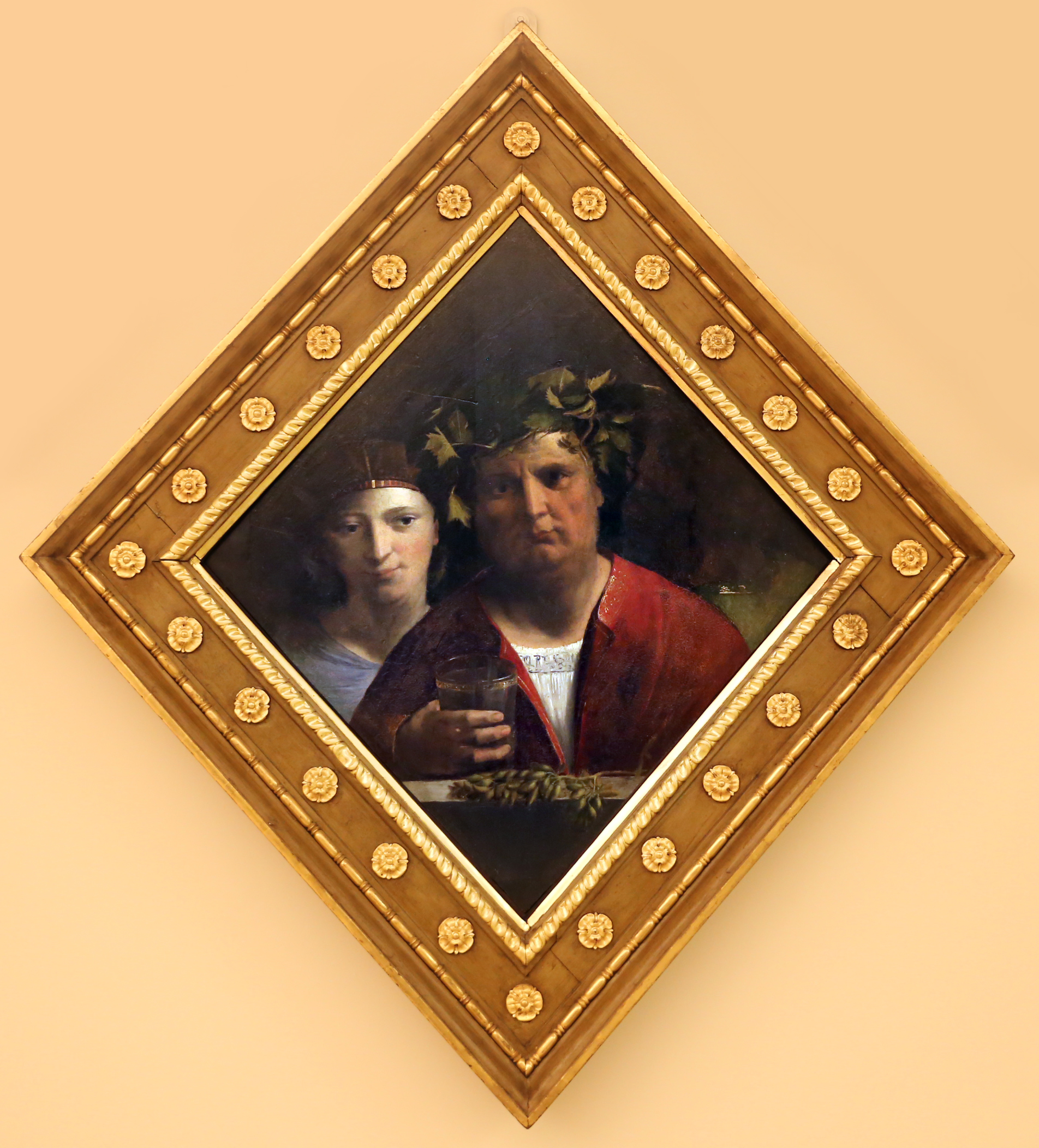
Доссо Досси, Потолок спальни Альфонсо I, 1520-22.
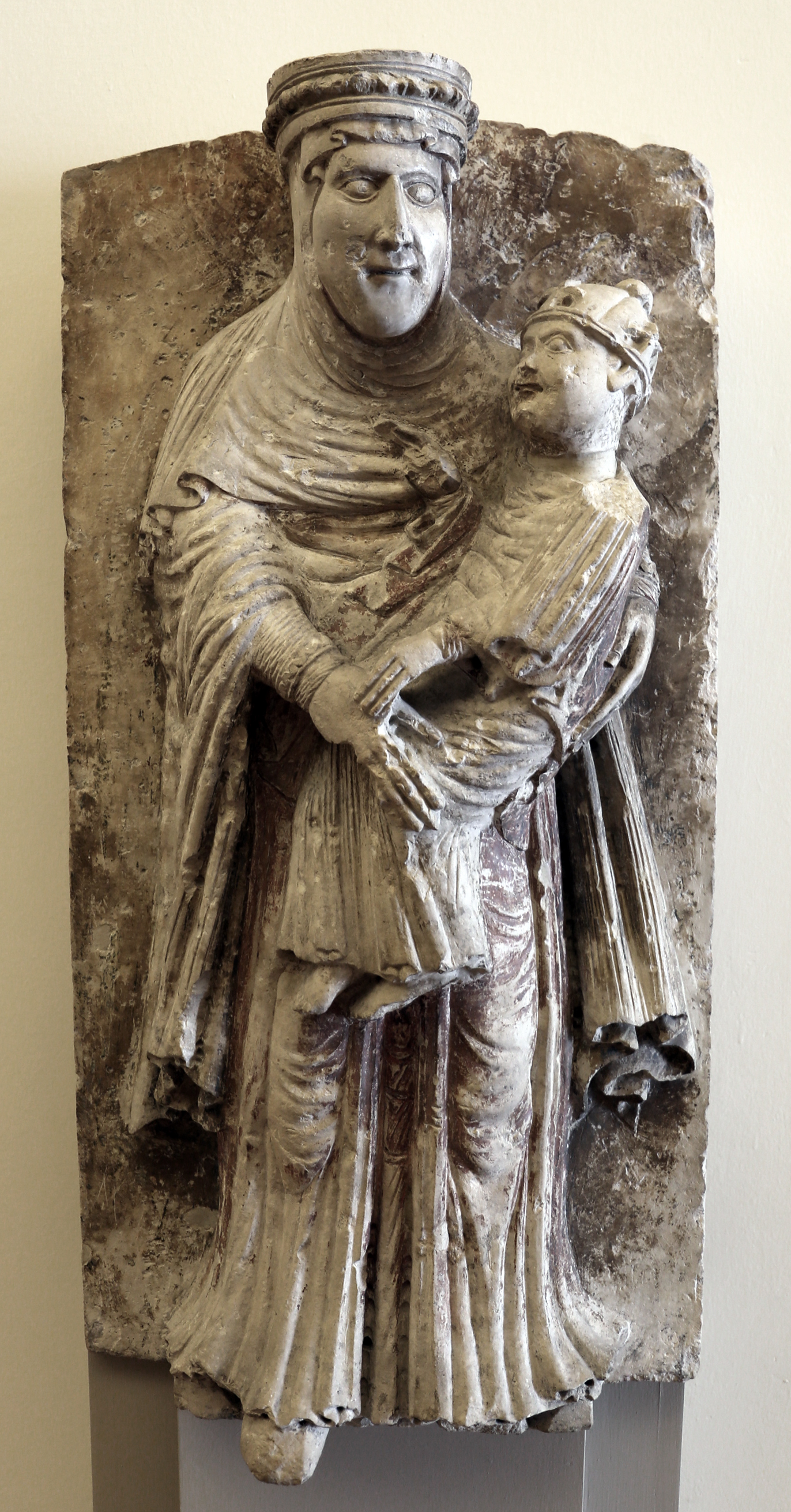
Богоматерь с Младенцем, Вилигельмо, ок. 1100-20.
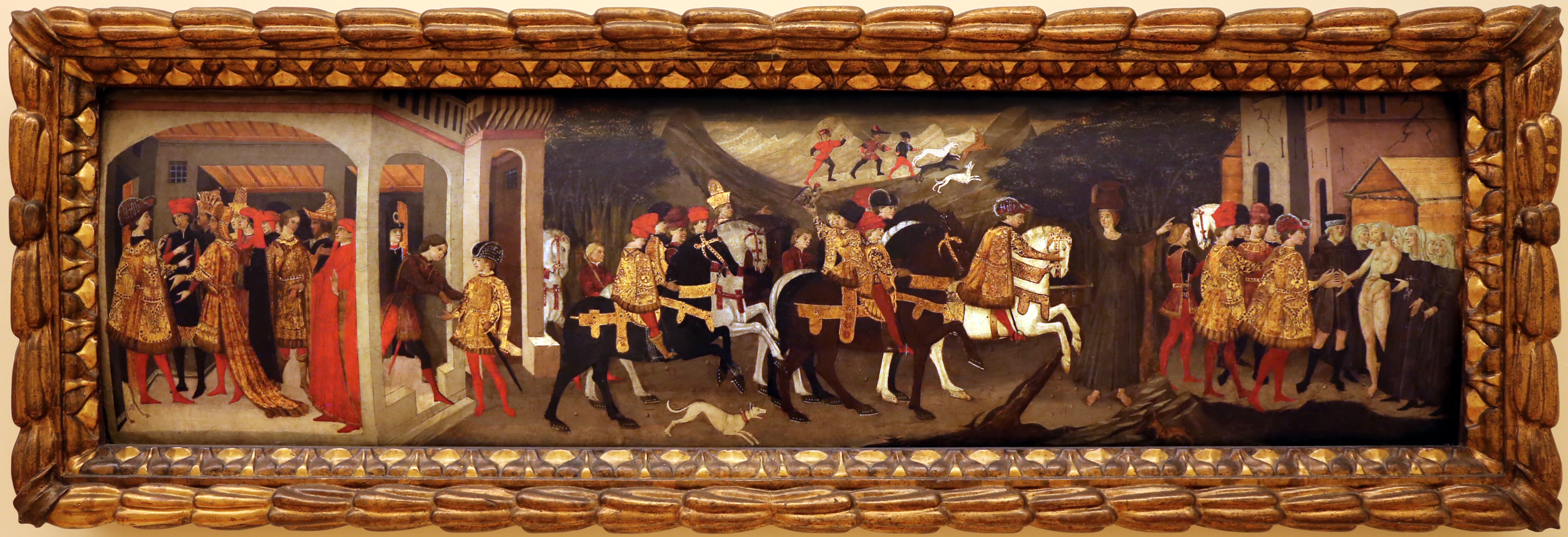
Сказка о Гризельде, Аполлонио де Джованни, ок. 1440.
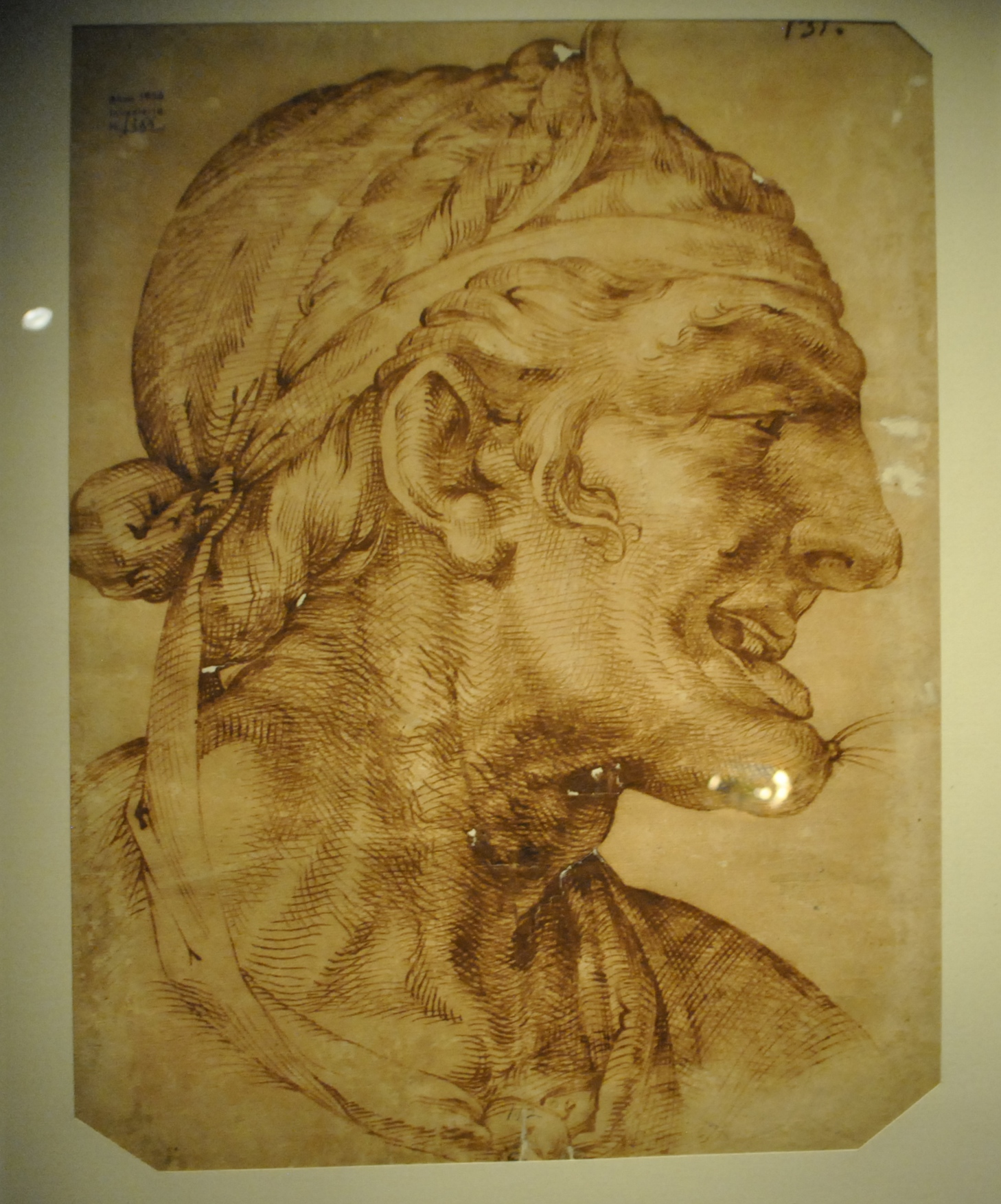
Голова старухи Пассеротти Бартоломео, ок. 1575-80